# Presidenza di Miguel Alemán Valdés
(Enrique Krauze)
La presidenza di Miguel Alemán Valdés fu la 53° della storia del Messico. Alemán Valdés rimase in carica dal 1º dicembre 1946 fino al 30 novembre 1952, per una durata complessiva di 2 192 giorni.
Alemán era un giovane avvocato e un esponente di punta del Partito della Rivoluzione Messicana. Come Segretario degli Interni nel gabinetto di Manuel Ávila Camacho durante la seconda guerra mondiale, era diventato enormemente popolare. Vinse le elezioni presidenziali del 1946 con lo slogan "Modernità e giustizia sociale" e si fece promotore della modernizzazione della nazione. Perse gran parte del sostegno negli ultimi tempi della sua amministrazione a causa del suo stile autoritario. Dopo le elezioni presidenziali del 1952 fu seguito da Adolfo Ruiz Cortines, che il 1º dicembre dette inizio alla sua presidenza, in controtendenza rispetto a quella di Alemán soprattutto sul lato economico.
Quello di Alemán fu il primo governo guidato da un civile in Messico dopo una lunga serie di amministrazioni militari, derivanti dalla rivoluzione messicana. Il presidente concesse il voto alle donne per le elezioni comunali senza però arrivare al pieno suffragio femminile. Era chiamato "El Presidente Empresario", il presidente imprenditore. La sua politica era tendenzialmente nazionalista, promosse senza successo l'industrializzazione per sostituzione delle importazioni prima dell'aumento dell'inflazione. La spesa pubblica volta a stimolare l'economia aumentò e quella designata per la spesa sociale diminuì. Promosse una politica anticomunista con l'eliminazione della sinistra sindacale e la nascita del Partito Rivoluzionario Istituzionale attuale, attestato su posizioni di centro-destra.
Svolse inoltre un ruolo di primo piano nel portare la politica messicana nell'era moderna dei mezzi di comunicazione di massa in quanto nel 1950 fu il primo presidente della nazione a parlare ai cittadini tramite la televisione. Grazie alle attività imprenditoriali durante la sua presidenza divenne milionario. Sviluppò anche un umile culto della personalità e in diverse città fece costruire statue di se stesso. Inoltre per decreto, il 3 ottobre 1950, il comune in cui era nato, Sayula nello stato di Veracruz, fu ribattezzato Sayula de Alemán. Sotto la sua politica, il Congresso dell'Unione divenne di fatto un'istituzione impotente che doveva solo approvare le decisioni del presidente.

## Premesse

### Governatore di Veracruz (1936-1939)[12]

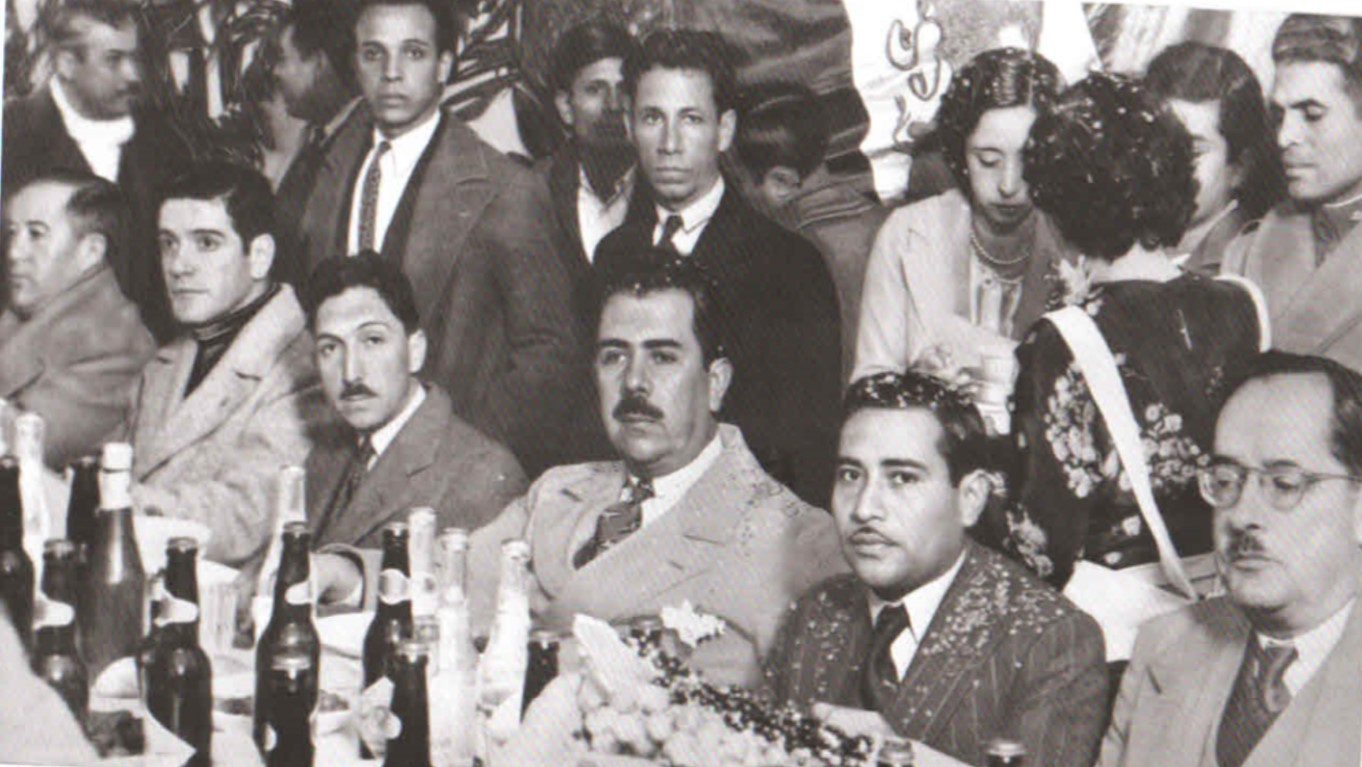
Banchetto offerto al presidente del Messico Lázaro Cárdenas del Río dal Sindacato di Santa Rosa (oggi Ciudad Mendoza, Veracruz) nel gennaio del 1938. Miguel Alemán Valdés, all'epoca governatore di Veracruz, è seduto accanto a destra di Cárdenas. Oltre a lui, appaiono altri due personaggi che occuperanno in un altro momento la presidenza della Repubblica. All'estrema sinistra appare il generale Manuel Ávila Camacho e in piedi dietro Cárdenas appare molto giovane Gustavo Díaz Ordaz. Su richiesta di Cárdenas sono seduti il leader sindacale della fabbrica di Santa Rosa Eucario León López e il leader sindacale e sindaco di Orizaba Martín Torres Padilla.

Il 1º dicembre 1936 Miguel Alemán Valdés, senatore di Veracruz, divenne il nuovo governatore dello Stato. Integrò il gabinetto con i suoi amici ed ex compagni di classe dell'Università nazionale autonoma del Messico (UNAM). I suoi obiettivi principali erano incentrati sulla modernizzazione della pubblica amministrazione e sul consolidamento dell'edilizia. Con il sostegno del presidente Lázaro Cárdenas del Río, pose fine a vent'anni di conflitto religioso nel suo Stato e concesse volentieri la riapertura delle chiese. Un altro dei suoi trionfi fu l'unificazione contadina. Con l'espropriazione del petrolio, Alemán si recò a Città del Messico e guidò un blocco di governatori che approvò la decisione presidenziale. Veracruz diventò il suo esperimento di modernizzazione locale, lo stesso che avrebbe implementato durante la presidenza.

### Segretario degli Interni (1940-1945)

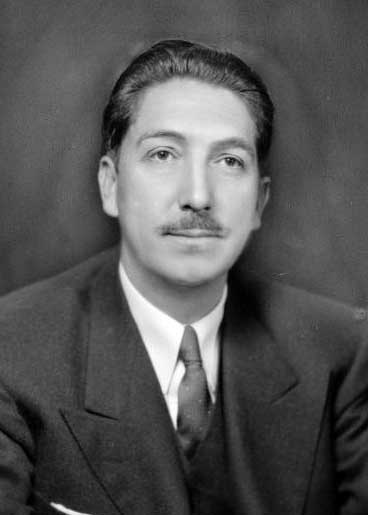
Miguel Alemán Valdés nel 1945

Il generale Manuel Ávila Camacho rimosse Alemán dal governatorato per renderlo coordinatore della sua campagna presidenziale. Dopo l'impresa di essere stato direttore della campagna per Ávila Camacho, che Alemán aveva realizzato con buoni e cattivi trucchi, nessuno fu sorpreso dal fatto che il nuovo presidente lo integrò nel suo gabinetto, conferendogli la carica di Segretario degli Interni, che svolse appieno dal 1º dicembre 1940 al 18 giugno 1945. Durante la sua permanenza nel Segretariato, Alemán promosse il turismo, la cinematografia e la rigenerazione della prigione. Tuttavia, limitò la libertà di espressione causando il licenziamento di un giornalista di El Universal semplicemente per la pubblicazione di articoli critici sulla politica inflazionistica.

## Elezioni presidenziali del 1946

Logo del Partito Rivoluzionario Istituzionale. Alemán è stato il primo presidente della moderna iterazione del partito fondato da Plutarco Elías Calles

Il presidente Manuel Ávila Camacho scelse Alemán come candidato ufficiale del Partito della Rivoluzione Messicana (PRM) nel 1945. Prima delle elezioni estive, il Partito della Rivoluzione Messicana divenne il Partito Rivoluzionario Istituzionale (PRI). Alemán accettò la nomina nel gennaio seguente e dichiarò:
C'erano molte possibilità per il presidente di scegliere tra civili e militari, incluso il fratello maggiore di Ávila Camacho, Maximino. I fratelli Ávila Camacho avevano problemi di salute e Maximino morì nel febbraio del 1945, a seguito di un banchetto. La sua morte evitò una possibile crisi politica di successione. "Alcuni si chiedevano se al cibo di Maximino fosse stato aggiunto qualcosa di più del condimento" il giorno della sua morte. Tra i civili c'erano Javier Rojo Gómez, capo del governo del Distretto Federale; Marte R. Gómez, Segretario all'Agricoltura; il dottor Gustavo Baz, Segretario alla Salute; ed Ezequiel Padilla Peñaloza, Segretario degli Affari Esteri, e Alemán, a capo del ministero più potente. Anche i militari erano contendenti forti e tutti i precedenti presidenti post-rivoluzionari avevano partecipato alla rivoluzione messicana. Miguel Henriquez Guzmán, Enrique Calderón, Jesús Agustín Castro e Francisco Castillo Nájera furono presi in considerazione. Alla fine, Ávila Camacho chiuse con i militari per mandare al potere il primo presidente civile del Messico nell'era moderna.
Alemán ricevette il sostegno della Confederazione dei Lavoratori Messicani (CTM), del Partito Comunista, perché lo identificava come il capo del gruppo più progressista della borghesia nazionale, e persino di intellettuali come José Revueltas, Andrés Henestrosa e Carlos Pellicer.

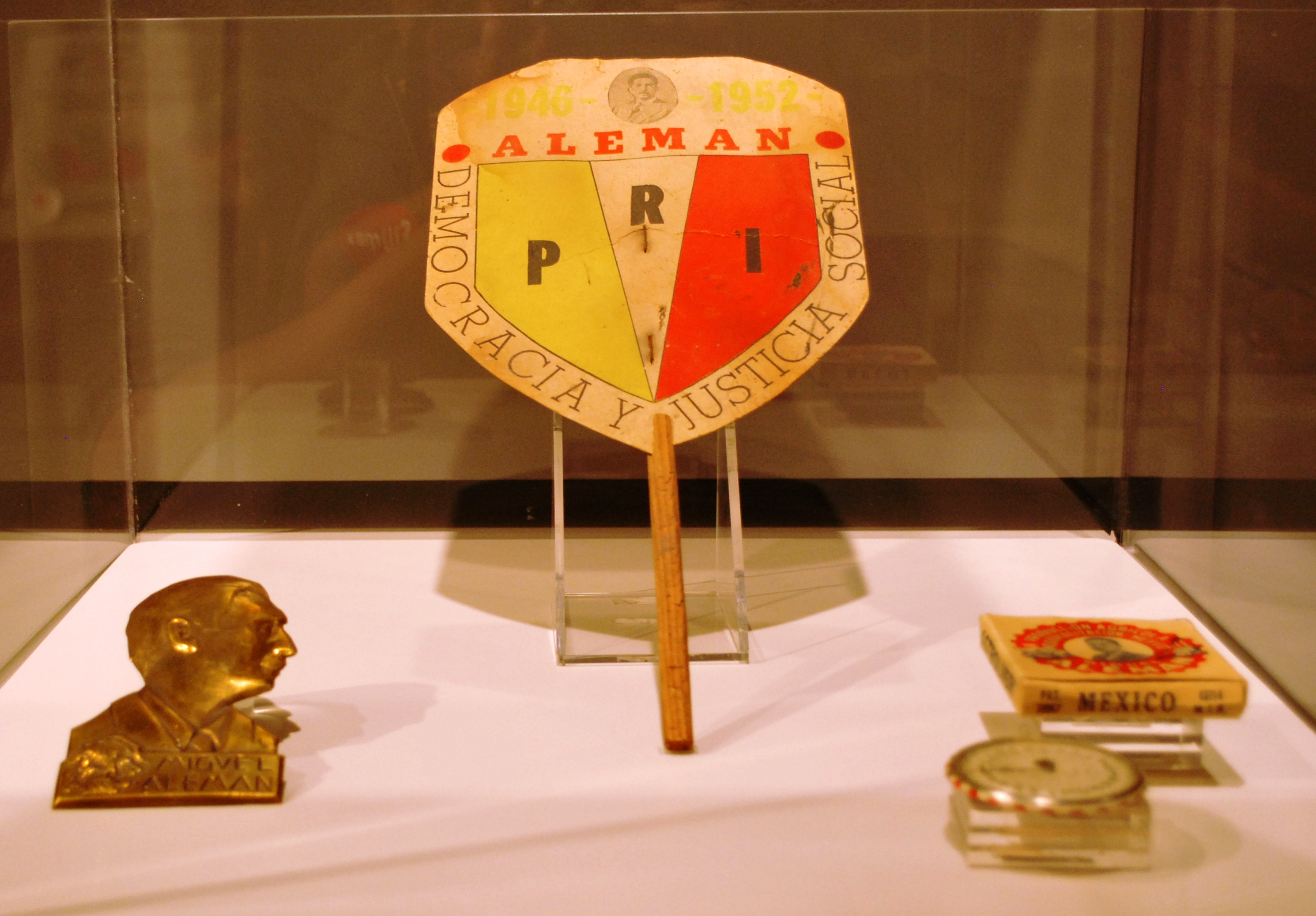
Oggetti della campagna elettorale di Miguel Alemán Valdés

Seguì il modello stabilito dalla campagna di Lázaro Cárdenas del Río nel 1934, cosicché Alemán fece una campagna in tutte le parti del paese, un mezzo attraverso il quale il candidato vede tutte le aree della repubblica e gli elettori entrano in contatto con lui.
Il 7 luglio 1946 si tennero le elezioni. I risultati non furono sorprendenti, con 1 786 901 voti, Alemán Valdés divenne il nuovo presidente del Messico, sconfiggendo l'ex Segretario degli Esteri Ezequiel Padilla. Divenne il primo candidato non militare a vincere la presidenza, sebbene fosse figlio di un generale dell'esercito costituzionalista rivoluzionario, Miguel Alemán González. Le sue capacità all'interno del partito che gli avevano valso la carica di Segretario degli Interni svolsero un ruolo chiave nella sua selezione. Non ci furono violenze intorno alle elezioni e il trasferimento di potere avvenne in modo pacifico. Per la stampa Alemán "ha dato un esempio di civiltà".

## Amministrazione

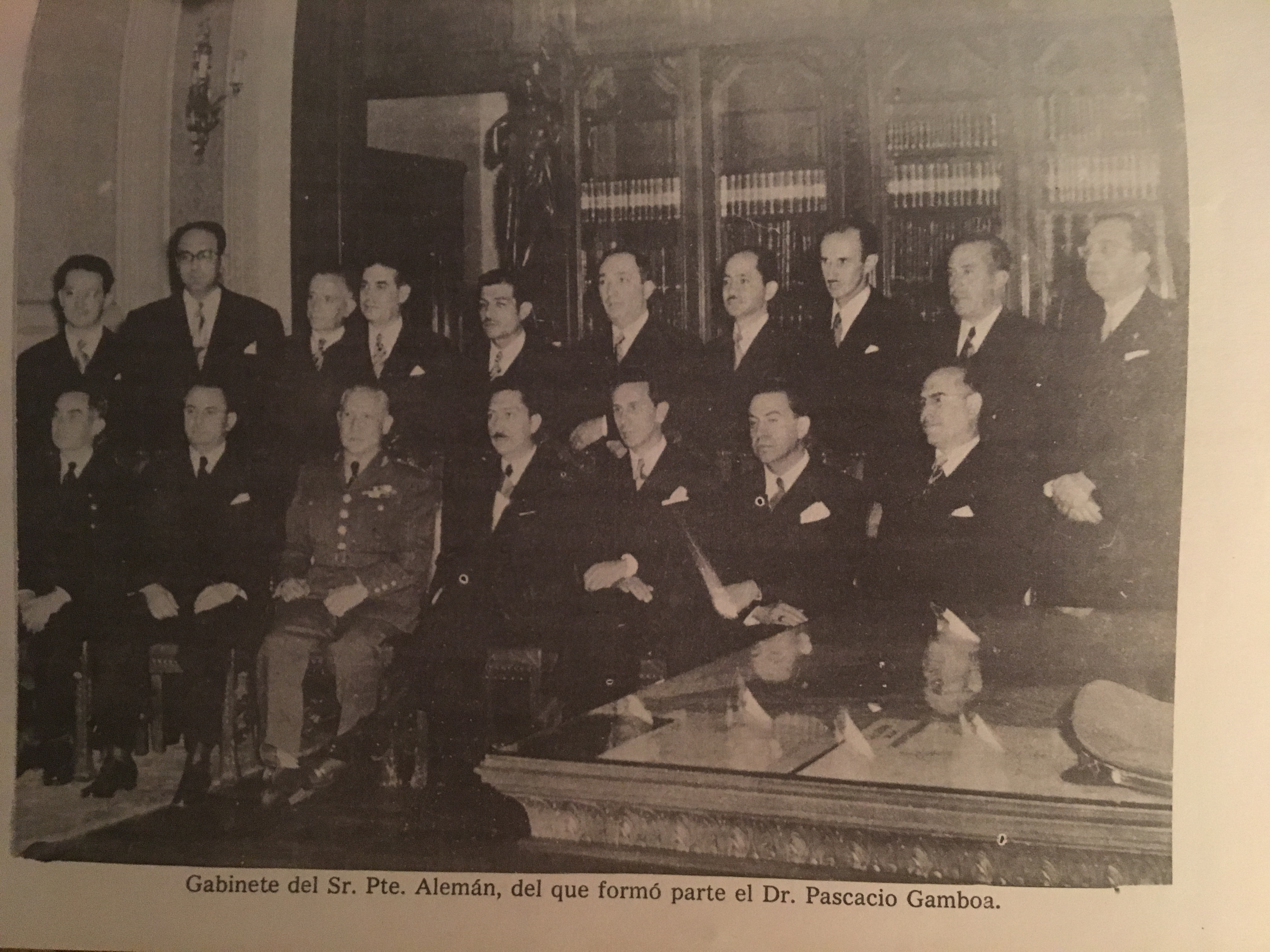
Miguel Alemán Valdés (in prima fila al centro) insieme al suo gabinetto

Il gabinetto di Alemán aveva un profilo simile al presidente stesso, relativamente giovane e senza esperienza militare, e altamente istruito, con legami personali con lui. Gli unici militari della sua amministrazione erano il generale Gilberto R. Limón, Segretario della Difesa Nazionale, Luis Schaufelberger Alatorre, David Coello Ochoa e Alberto J. Pawling, Segretari della Marina. Adolfo Ruiz Cortines, Segretario degli Interni, era un ex militare non più in servizio. Un altro Segretario degli Interni, Héctor Pérez Martínez; il Segretario dei Lavori Pubblici, Ángel Carvajal Bernal; e il Segretario del Lavoro, sia Manuel Ramírez Vázquez che Andrés Serra Rojas, avevano fatto parte del suo gruppo affiatato della Facoltà di giurisprudenza dell'UNAM.

### Partiti politici
Rivoluzionario Istituzionale
  Indipendente
| Dipartimento         | Incarico                                                 | Immagine               | Nome                          | Partito | Partito          | Inizio           | Fine             |
| -------------------- | -------------------------------------------------------- | ---------------------- | ----------------------------- | ------- | ---------------- | ---------------- | ---------------- |
|                      | Presidente del Messico                                   | Miguel Alemán Valdés   | Miguel Alemán Valdés          |         | PRI              | 1º dicembre 1946 | 30 novembre 1952 |
|                      | Segretario degli Interni                                 |                        | Héctor Pérez Martínez         |         | PRI              | 1º dicembre 1946 | 12 febbraio 1948 |
| Ernesto P. Uruchurtu | Segretario degli Interni                                 | Ernesto P. Uruchurtu   |                               | PRI     | 13 febbraio 1948 | 30 giugno 1948   |                  |
| Adolfo Ruiz Cortines | Segretario degli Interni                                 | Adolfo Ruiz Cortines   |                               | PRI     | 30 giugno 1948   | 13 ottobre 1951  |                  |
| Ernesto P. Uruchurtu | Segretario degli Interni                                 | Ernesto P. Uruchurtu   |                               | PRI     | 14 ottobre 1951  | 30 novembre 1952 |                  |
|                      | Segretario degli Esteri                                  | Jaime Torres Bodet     | Jaime Torres Bodet            |         | PRI              | 1º dicembre 1946 | 1948             |
|                      | Segretario degli Esteri                                  | Manuel Tello Baurraud  |                               | PRI     | 1948             | 30 novembre 1952 |                  |
|                      | Segretario della Difesa Nazionale                        |                        | Gilberto R. Limón             |         | PRI              | 1º dicembre 1946 | 30 novembre 1952 |
|                      | Segretario della Marina                                  |                        | Luis Schaufelberger Alatorre  |         | PRI              | 1º dicembre 1946 | 9 ottobre 1948   |
|                      | Segretario della Marina                                  | David Coello Ochoa     |                               | PRI     | 1948             | 1949             |                  |
|                      | Segretario della Marina                                  | Alberto J. Pawling     |                               | PRI     | 20 ottobre 1949  | 7 febbraio 1952  |                  |
| Raúl López Sánchez   | Segretario della Marina                                  | Raúl López Sánchez     |                               | PRI     | 7 febbraio 1952  | 30 novembre 1952 |                  |
|                      | Segretario delle Finanze e del Credito Pubblico          |                        | Ramón Quintana Beteta         |         | PRI              | 1º dicembre 1946 | 30 novembre 1952 |
|                      | Segretario dei Beni Nazionali e Ispezione Amministrativa |                        | Alfonso Caso                  |         | Ind.             | 7 dicembre 1946  | 31 dicembre 1948 |
|                      | Segretario dei Beni Nazionali e Ispezione Amministrativa | Hugo Rangel Couto      |                               | PRI     | 1949             | 1951             |                  |
|                      | Segretario dei Beni Nazionali e Ispezione Amministrativa | Ángel Carvajal Bernal  |                               | PRI     | 1º agosto 1951   | 30 novembre 1952 |                  |
|                      | Segretario dell'Economia                                 |                        | Antonio Ruiz Galindo          |         | PRI              | 1º dicembre 1946 | 1948             |
|                      | Segretario dell'Economia                                 | Antonio Martínez Báez  |                               | PRI     | 1º dicembre 1948 | 30 novembre 1952 |                  |
|                      | Segretario dell'Agricoltura e del Bestiame               |                        | Nazario S. Ortiz Garza        |         | PRI              | 1º dicembre 1946 | 30 novembre 1952 |
|                      | Segretario delle Risorse Idrauliche                      |                        | Adolfo Orive Alba             |         | Ind.             | 1º dicembre 1946 | 30 novembre 1952 |
|                      | Segretario delle Comunicazioni e dei Lavori Pubblici     |                        | Agustín García López          |         | PRI              | 1º dicembre 1946 | 30 novembre 1952 |
|                      | Segretario della Pubblica Istruzione                     |                        | Manuel Gual Vidal             |         | Ind.             | 1º dicembre 1946 | 30 novembre 1952 |
|                      | Segretario della Sanità e dell'Assistenza                |                        | Rafael Pascacio Gamboa        |         | PRI              | 1º dicembre 1946 | 30 novembre 1952 |
|                      | Segretario del Lavoro e della Previdenza Sociale         |                        | Andrés Serra Rojas            |         | PRI              | 1º dicembre 1946 | 1948             |
|                      | Segretario del Lavoro e della Previdenza Sociale         | Manuel Ramírez Vázquez |                               | PRI     | 1948             | 30 novembre 1952 |                  |
|                      | Procuratore Generale della Repubblica                    |                        | Francisco González de la Vega |         | PRI              | 1º dicembre 1946 | 30 novembre 1952 |
|                      | Capo del Dipartimento del Distretto Federale             |                        | Fernando Casas Alemán         |         | PRI              | 1º dicembre 1946 | 30 novembre 1952 |

### Nomine giuridiche

#### Nomine alla Suprema Corte
Nel 1951 furono creati i Tribunales Colegiados de Circuito, composti da tre magistrati, che aumentarono gradualmente i loro poteri per risolvere i ricorsi per cassazione ed evitare ritardi nella Suprema Corte di Giustizia della Nazione.
- Roque Estrada Reynoso – Nominato presidente della Suprema Corte nel 1952, dopo la fine del mandato di Salvador Urbina. Fu confermato dal Senato della Repubblica e rimase in carica un solo anno.

## Politica interna
Dopo uno scandalo di brogli elettorali, Miguel Alemán Valdés assunse la presidenza il 1º dicembre 1946 presso il Palacio de Bellas Artes, che dichiarò come un luogo ufficiale per l'investitura.

La Camera dei deputati dopo le elezioni parlamentari del 1946
Il Senato della Repubblica dopo le elezioni del 1946[20]

Nel suo discorso di inaugurazione, sottolineò la necessità di aumentare la produzione agricola attraverso opere di irrigazione, per questo motivo annunciò la creazione del Segretariato delle Risorse Idrauliche; fece appello per promuovere l'industrializzazione, per la quale era necessario aumentare l'efficienza dell'industria petrolifera e delle ferrovie, la cui "gestione deve essere soggetta a criteri più commerciali che politici"; così chiese anche "comprensione tra industriali e lavoratori"; inoltre offrì di "ridurre i costi di sussistenza" e di riorganizzare la pubblica amministrazione federale e, a tale proposito, promosse la creazione del Segretariato dei Beni Nazionali e delle Ispezioni Amministrative.

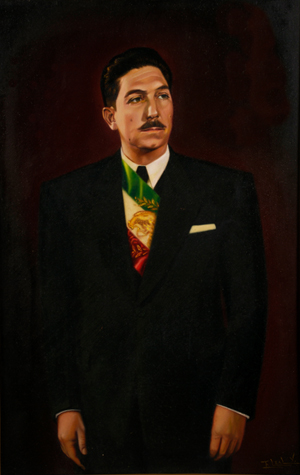
Ritratto presidenziale di Miguel Alemán Valdés

La posizione di Alemán sullo sviluppo economico (industrializzazione sostenuta dallo Stato e favoreggiamento degli affari) era una delle ragioni principali per cui era stato scelto come candidato del Partito Rivoluzionario Istituzionale (PRI) piuttosto che possibili candidati con idee simili a quelle di Cárdenas.
Durante il suo mandato, nel 1951, ricevette il titolo di dottore honoris causa dall'Università autonoma di Sinaloa.
La corruzione politica dilagante e il capitalismo clientelare avrebbero segnato la sua amministrazione, e ciò avrebbe modellato il rapporto politico-commerciale in Messico fino ai giorni nostri.

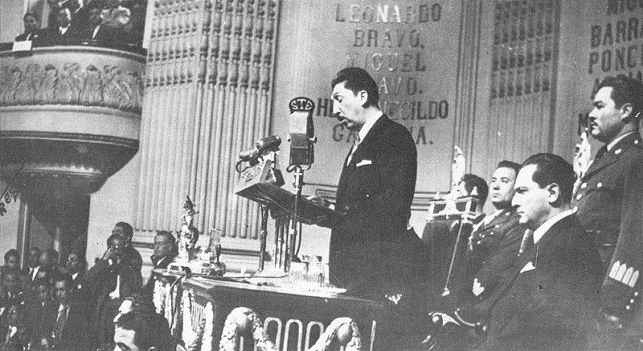
Miguel Alemán Valdés al Congresso dell'Unione

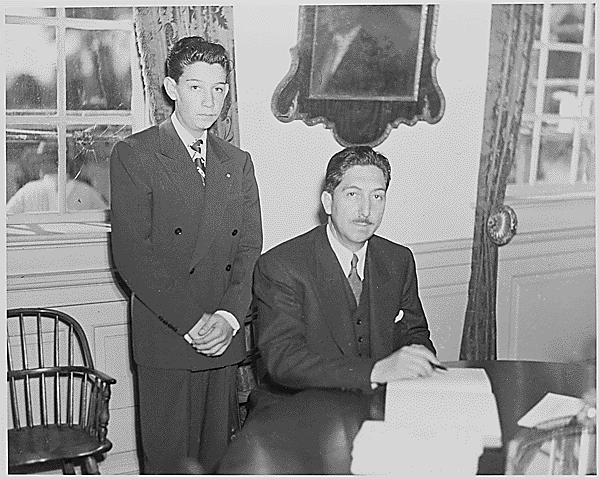
Miguel Alemán Valdés e suo figlio di 15 anni Miguel Alemán Velasco, al momento di firmare il libro delle visite di Mount Vernon

### Voto alle donne
Il 17 febbraio 1947 la gazzetta ufficiale pubblicò la riforma dell'articolo 115 della Costituzione, che conferiva alle donne il diritto di voto, ma solo alle elezioni comunali. Il pieno suffragio femminile in Messico arrivò soltanto nel dicembre 1953 con il successore di Alemán, Adolfo Ruiz Cortines.
Beatriz Velasco, la moglie di Alemán e quindi la Primera Dama del Messico, era attiva nelle campagne sociali ma seguì l'educazione molto conservatrice ricevuta e non entrò nel merito del suffragio femminile, limitandosi a svolgere i lavori domestici: educare e crescere i suoi figli e accompagnare il marito in ogni momento.

### Politica economica
L'articolo 27 della Costituzione fu modificato, e fu concessa una maggiore estensione per la piccola proprietà, facendo aumentare i loro patrimoni ai grandi proprietari. Nominò Ramón Beteta Quintana Segretario del Tesoro e del Credito Pubblico per tutto il suo mandato. La politica economica di successo della sua amministrazione portò a parlare de "El Milagro Mexicano", il miracolo messicano, ma solo una piccola élite beneficiò della crescita economica (il 49% del reddito nazionale era concentrato in un 10% privilegiato della popolazione). Tra il 1946 e il 1952 il tasso di crescita del PIL (prodotto interno lordo) raggiunse una media annua del 5,8%, con una grande crescita che aumentò la produzione di elettricità e petrolio e anche dell'industria manifatturiera e dell'edilizia in tutto il Messico.
Con le sue politiche economiche, Alemán ottenne il sostegno degli industriali del gruppo di Monterrey, del Nuevo León e dei ricchi uomini d'affari di Città del Messico.

La politica di protezionismo nei confronti dell'industria nazionale andò a beneficio di alcuni uomini d'affari messicani e stranieri, che si impadronirono di un mercato in crescita in cattività. In forum internazionali come la Conferenza dell'Avana (1947), il governo di Alemán sostenne il diritto del Messico di difendere il proprio settore attraverso tariffe e restrizioni quantitative; livellare la sua bilancia dei pagamenti attraverso divieti e restrizioni all'importazione; nonché per regolare gli investimenti esteri in termini di settori e quantità. Inoltre, si oppose alla creazione di un organo internazionale per regolare gli scambi tra i paesi, in cui dominava il voto dei potenti. L'anno seguente, quando fu creato il GATT, (Accordo generale sulle tariffe doganali e sul commercio) che includeva la riduzione delle tariffe e altri ostacoli al commercio internazionale, il Messico non vi aderì. Per Ramón Beteta, Segretario del Tesoro, "il Paese che fosse innocentemente disposto a dipendere dal resto del mondo per la soddisfazione dei suoi bisogni essenziali, sarebbe in grave pericolo; un pericolo che aumentano le guerre e la minaccia di guerre". Il Messico non si unirà al GATT fino alla presidenza di Miguel de la Madrid (1986).
María Antonieta Martínez (governatrice messicana) sottolineò:
Tale legge rese lo Stato la guida di base per lo sviluppo e la modernizzazione economica del Paese; pur riconoscendo i legittimi diritti degli individui, proteggeva l'interesse generale della nazione, coordinando e subordinando gli interessi privati ai più alti della comunità. Pertanto, il dirigente poteva determinare le aree che sarebbero soggette state all'intervento ufficiale; fissare i prezzi; ordinare la vendita a prezzi massimi; indicare gli articoli che dovrebbero preferibilmente essere prodotti; regolare le esportazioni e le importazioni e costringere la produzione per il mercato interno e ad esportare solo eccedenze. I gruppi imprenditoriali consideravano la legge contraria alla libertà economica, sebbene la accettassero, ma era fonte di attrito con il governo di Alemán.

#### Industria petrolifera

Il logo della Pemex

Alemán mostrò particolare attenzione per l'industria petrolifera, una delle principali risorse economiche del Messico. Dal 1938 al 1971 la produzione del petrolio nella nazione raggiungeva un tasso medio annuo del 6%. Nel 1950 il Paese era il settimo al mondo per produzione (sesto se si considera il Kuwait come protettorato britannico). Alemán migliorò tale industria rendendola più efficiente e produttiva.
Nonostante l'opposizione della corrente cardenista rappresentata da Natalio Vázquez Pallares, Alemán firmò cinque "contratti a rischio" che assegnarono a cinque compagnie petrolifere statunitensi alcune aree del Golfo del Messico per esplorare ed estrarre petrolio da consegnare a Petróleos Mexicanos (Pemex) in cambio di un quinto del valore del carburante; allo stesso modo, compensò la compagnia El Águila, espropriata da Cárdenas.

### Politica governativa
Il governo di Alemán riconciliò gli interessi tra datori di lavoro e lavoratori, con l'obiettivo di dimenticare la lotta di classe e promuovere lo sviluppo del capitalismo, con la promessa che entrambi i settori avrebbero beneficiato economicamente.
Il "partito ufficiale", il PRI, organizzò la CNOP (Confederazione Nazionale delle Organizzazioni Popolari), il cui scopo era coordinare il settore popolare. Anche la classe dirigente divise le sue quote di potere, le delegazioni, i governatorati e altri per prendersi cura dei suoi interessi. Il debito estero aumentò a 346 milioni di dollari perché la spesa pubblica aumentò gli investimenti in aree produttive carenti e il governo fece ricorso al credito estero. Di conseguenza, il peso messicano fu svalutato al 90% e scambiato a $ 8,65 pesos per dollaro.

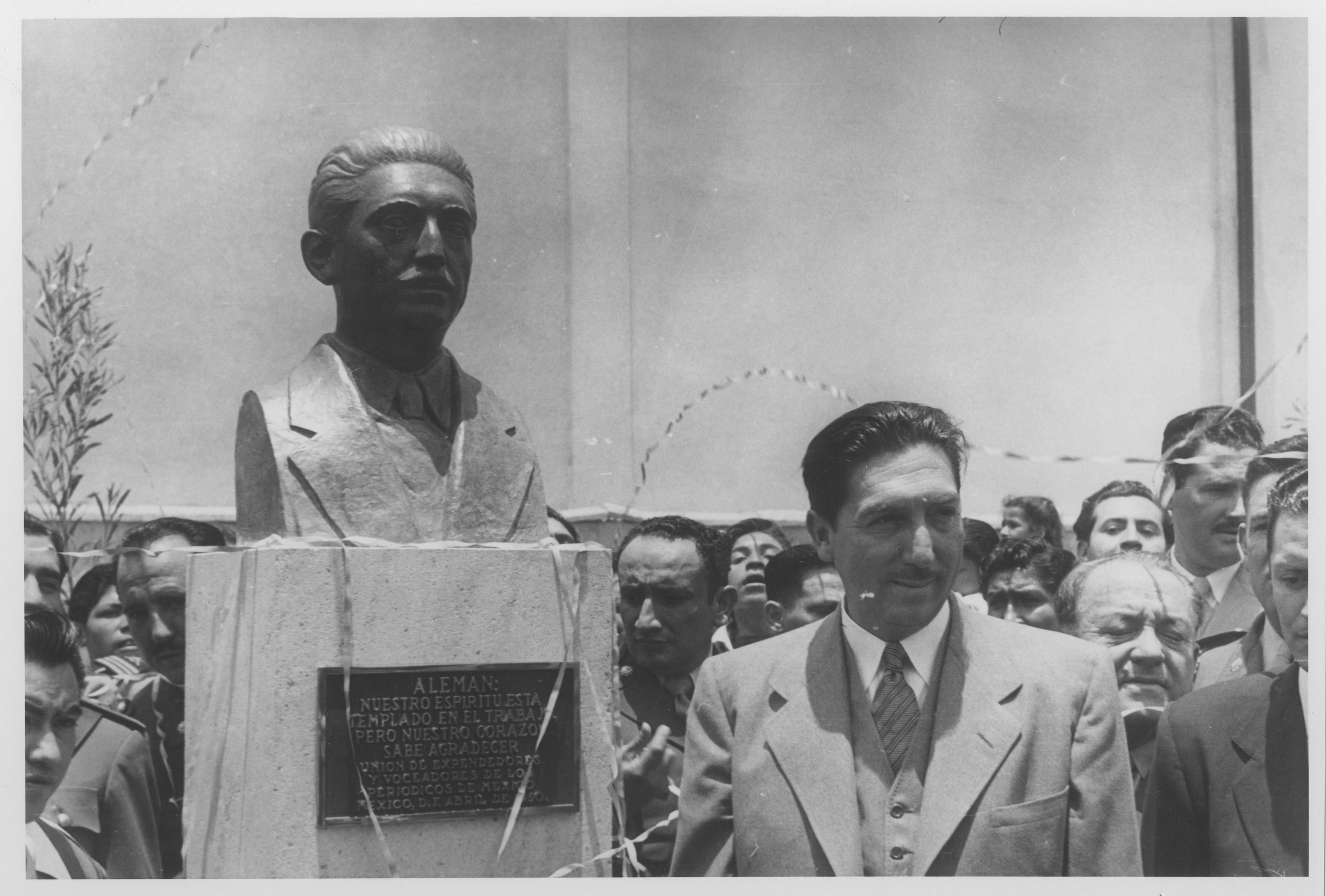
Alemán alla cerimonia di scopertura di un busto in suo onore nel Distretto Federale nel 1950

Nel 1950 Alemán fu il primo presidente messicano a trasmettere i suoi rapporti in televisione. Egli vedeva la televisione come un'attività di cui poteva beneficiare personalmente. Prima di decidere come farlo, per risparmiare tempo, commissionò a Salvador Novo e González Camarena di studiare la televisione negli Stati Uniti e in Regno Unito, cioè modelli pubblici e privati, per adottare ciò che è appropriato per il Messico. Logicamente, optò per la televisione privata e concesse la prima concessione al suo amico Rómulo O'Farril nel 1949, al quale nel 1947 aveva concesso la concessione radio XEX, originariamente di proprietà statale, e con la quale aveva acquisito il giornale "Novedades" nel 1946. Allo stesso modo, O'Farrill divenne il nome di Alemán nel settore televisivo. Miguel Alemán Jr. non apparve come azionista fino al 1972 e nel 1991 possedeva il 18% delle azioni di Televisa.

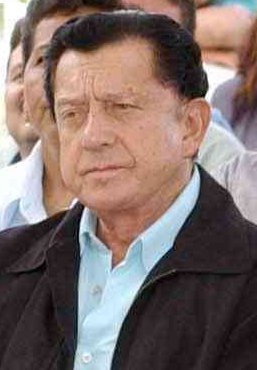
Miguel Alemán Velasco, figlio di Alemán Valdés, come governatore di Veracruz

Tre giorni dopo il suo primo rapporto presidenziale televisivo, Alemán inaugurò al Palacio de Bellas Artes la 7° Assemblea annuale del Fondo Monetario Internazionale (FMI) e la Banca internazionale per la ricostruzione e lo sviluppo (BIRS), o Banca mondiale, alla quale parteciparono funzionari governativi del settore finanziario e rappresentanti del private banking di cinquantadue paesi, tra cui John W. Snyder, Segretario al tesoro degli Stati Uniti d'America nell'amministrazione Truman.

### Urbanizzazione del Messico, politiche infrastrutturali e industrializzazione
Durante il suo mandato presidenziale, il Messico aumentò considerevolmente la sua rete di strade, ferrovie (ferrovia sud-orientale) e opere pubbliche; i sistemi di irrigazione furono migliorati e la distribuzione agraria crebbe. Anche gli investimenti privati furono favoriti. Tutto questo gli valse il soprannome "El Presidente Empresario", il presidente imprenditore.

#### Autostrade
Fu costruita l'autostrada Panamericana da Ciudad Juárez, Chihuahua a El Ocotal, Chiapas, una linea di 3 446 chilometri. Nel 1950 la rete stradale del Messico si era estesa a 21 000 km, di cui circa 13 600 erano asfaltati. Nacquero inoltre diverse industrie automobilistiche.

#### Ferrovie
Un fatto importante fu il cambio di scartamento verificatosi dall'inizio del suo mandato presidenziale che consisteva nella modifica delle rotaie da 112 libbre in sostituzione della precedente di 110. Con questa modifica si verificò un immediato miglioramento economico, decongestione dei terminali, fluidità nel traffico e caricamento più rapido delle merci e imbarco dei passeggeri, come dimostrato nel cambio della larghezza del binario sulle linee Messico-Nuevo Laredo, San Luis Potosí-Tampico, Monterrey-Tampico, Messico-Veracruz, Messico-Acámbaro e Messico-Puebla-Oaxaca, linee in cui il volume del carico movimentato.
L'estensione della rete ferroviaria nazionale, la costruzione e il miglioramento delle autostrade portò regioni remote nell'economia nazionale.

#### Altre creazioni
"Il presidente imprenditore" diresse le spese del governo allo sviluppo industriale sponsorizzato dallo Stato. Tale sviluppo comprendeva investimenti in infrastrutture, in particolare opere pubbliche. La costruzione di dighe aiutò a controllare le inondazioni, espandere l'irrigazione, che consentì l'espansione dell'agricoltura su larga scala e fornì energia idroelettrica. Questo ampliò notevolmente la produzione nazionale di riso, zucchero, banane, caffè, avena e ananas. Nel 1947 iniziò un grande progetto nello stato di Oaxaca, culminato con l'apertura della diga di Miguel Alemán nel 1955. Nel 1951 supervisionò il completamento della deviazione del fiume Lerma, ponendo fine ai problemi di approvvigionamento idrico di Città del Messico.

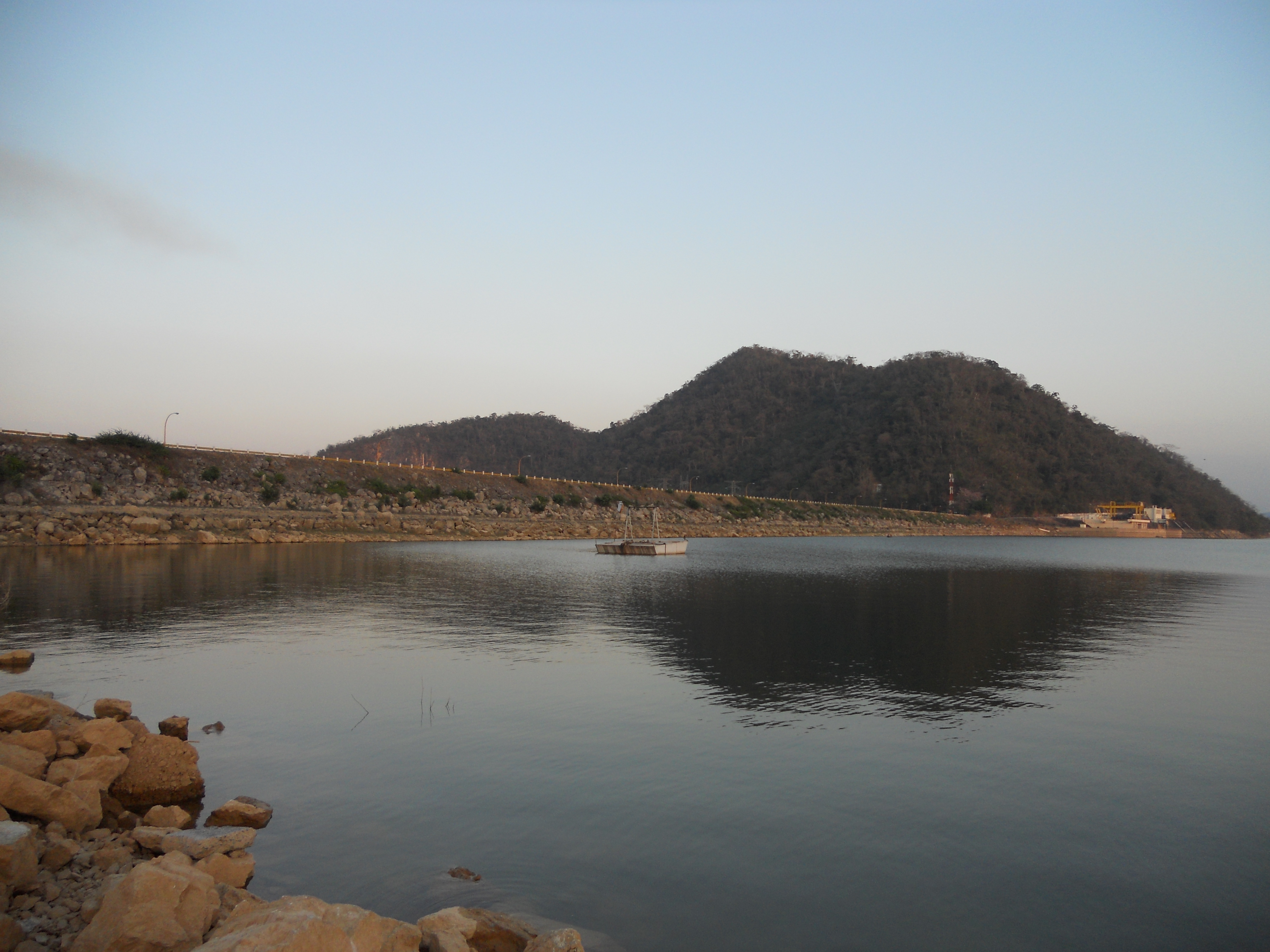
La Presa Temascal o "Diga di Miguel Alemán"

Gli interventi del governo portarono alla fondazione e fioritura di grandi imprese messicane: Condumex, Ingenieros Civiles Asociados, Telesistema Mexicano, Resistol e Nacobre. Il presidente fu anche il creatore di alcune istituzioni come l'Istituto Nazionale Indigeno, il CREFAL, la Commissione Nazionale de Cinematografia, l'Istituto Nazionale di Belle Arti e Istituto della Gioventù Messicana, tra le altre.
A Città del Messico un aeroporto esistente fu ampliato e diventò l'Aeroporto Internazionale di Città del Messico. Nel 1940 nella nazione c'erano solo 13 000 fabbriche mentre nel 1950 grazie alla industrializzazione alemanista erano diventate 73 000, la maggior parte concentrate nella capitale.

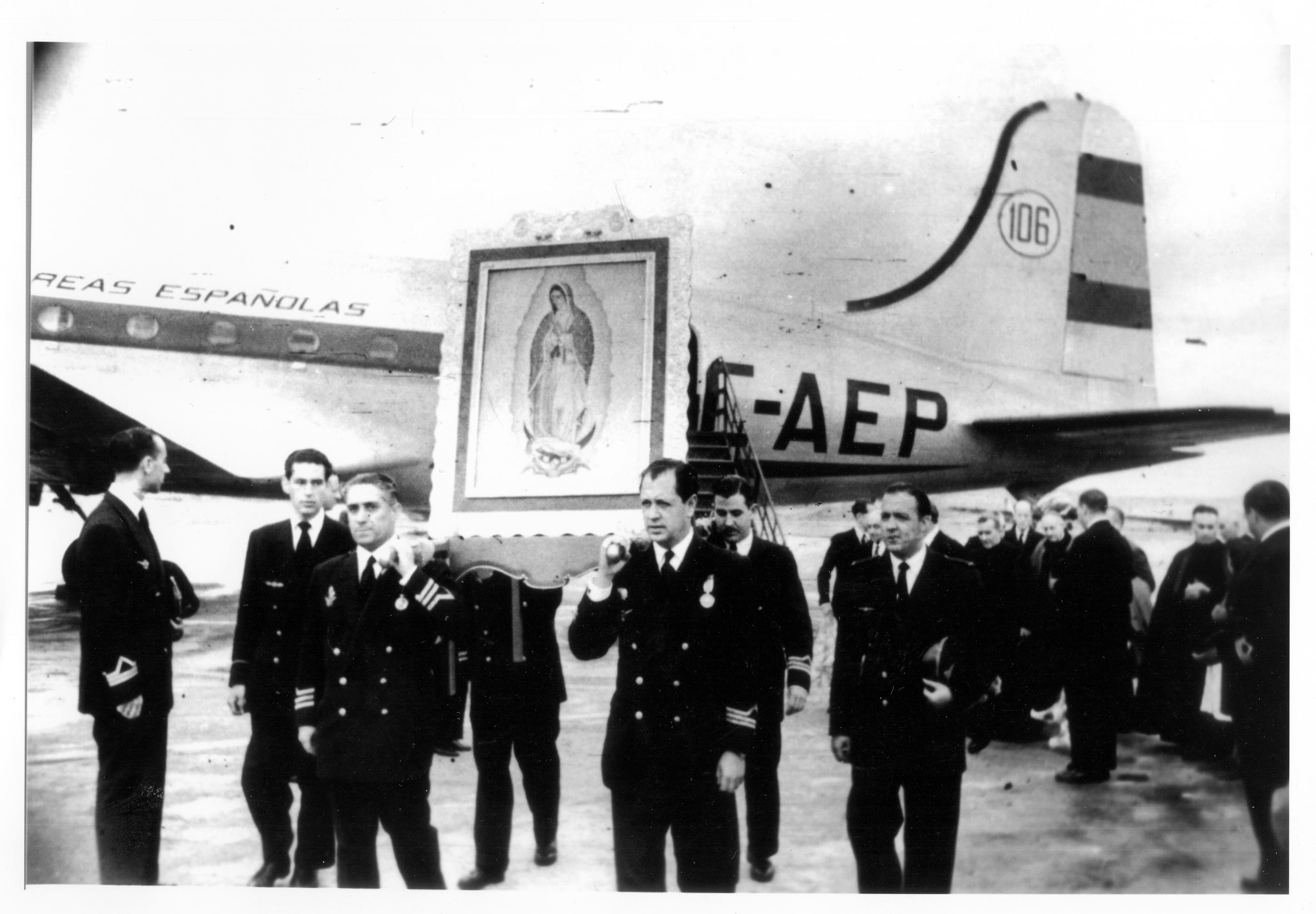
L'inaugurazione della linea aerea Madrid - Messico il 1º marzo 1950

### Politica turistica
Con Alemán iniziò il decollo del Messico come destinazione turistica internazionale. Il governo messicano aveva già favorito attività turistiche durante il Porfiriato ma, a causa della rivoluzione del 1910, le varie ribellioni militari degli anni '20, la grande depressione degli anni '30 e la seconda guerra mondiale lo sviluppo fu ostacolato. Furono create quindi la Commissione Nazionale del Turismo e diverse catene alberghiere. Alemán promosse in particolare il porto di Mazatlán. Inoltre svolse un ruolo importante nello sviluppo e nel sostegno della città di Acapulco. Quest'ultima il presidente voleva renderla, in mare e a terra, la grande capitale del gioco d'azzardo, della prostituzione e delle droghe che potesse rivaleggiare con L'Avana di Fulgencio Batista e Las Vegas negli Stati Uniti.

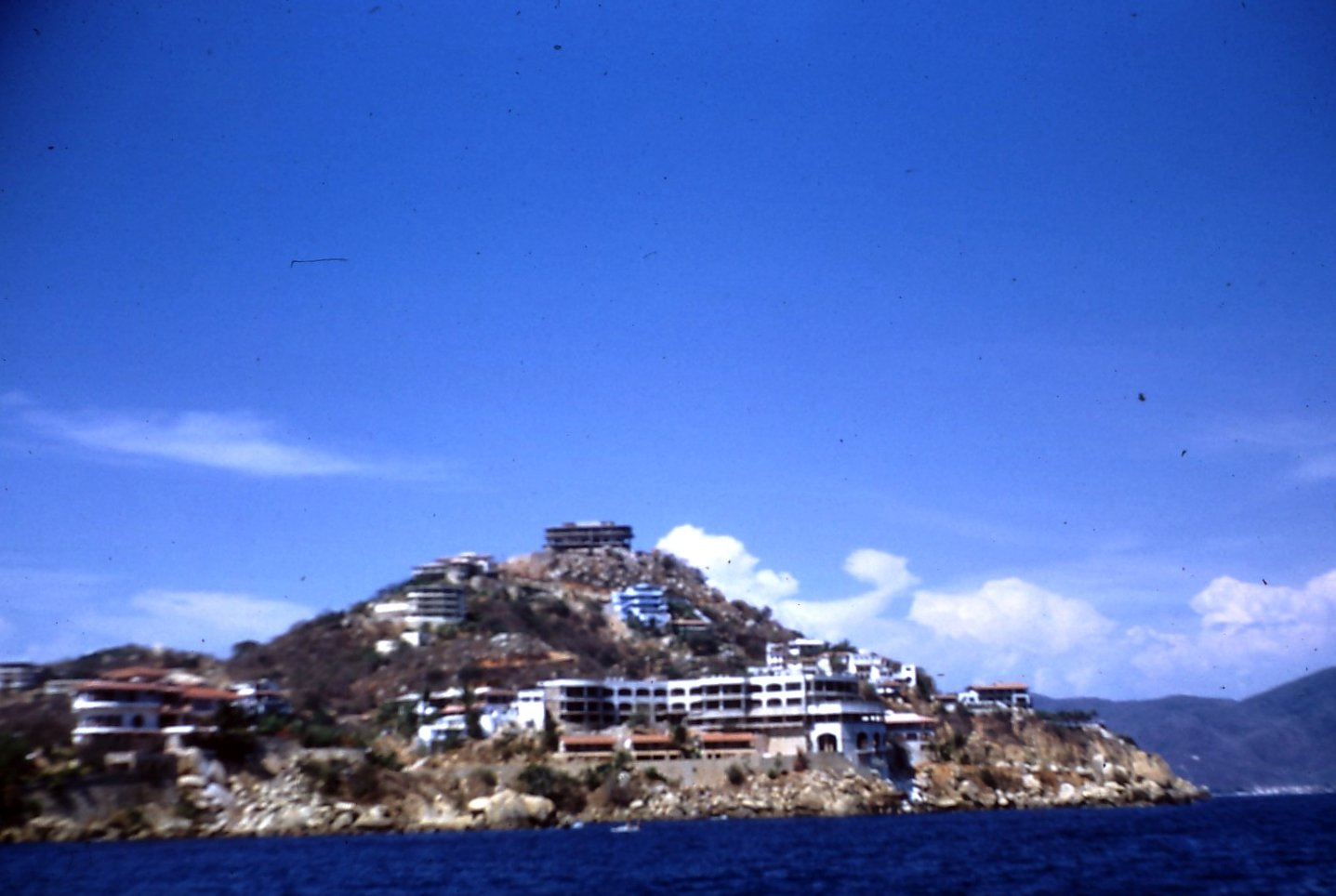
Acapulco nel 1948

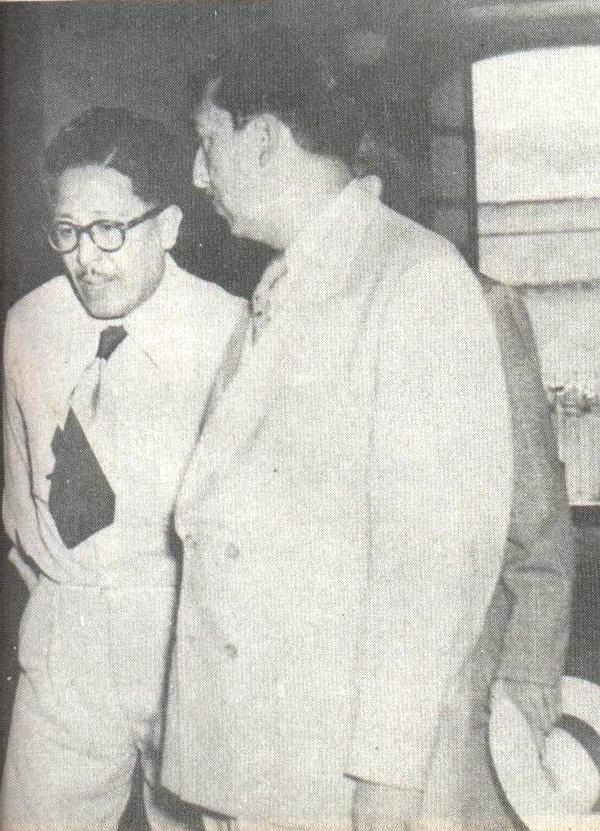
Alemán con il governatore di Guerrero Alejandro Gómez Maganda durante la visita del presidente in quello stato. Come governatore, Gómez Maganda contribuì alla trasformazione di Acapulco, portando, tra gli altri, la sicurezza sociale nella città

### Politica educativa e culturale
L'articolo 3 della Costituzione fu modificato e furono lanciate campagne per contrastare l'analfabetismo; furono creati la direzione generale dell'Istruzione normale, l'Istituto nazionale di pedagogia, l'Istituto nazionale di belle arti e letteratura e il Collegio Tecnico di Educazione Superiore e Investigazione Scientifica. Furono inoltre inaugurate le prime strutture della Città Universitaria, la sede principale dell'Università nazionale autonoma del Messico (UNAM). Questa magnifica costruzione architettonica fu ridotta dal culto della personalità che portò il nome di Alemán a molte opere pubbliche. Nella Città Universitaria fu eretta la statua del presidente, che nei decenni successivi sarebbe stata continuamente deturpata e dinamizzata un paio di volte da gruppi di sinistra fino a quando non fu completamente demolita. Nel 1949 l'UNAM gli conferì il dottorato onorario.
Miguel Alemán si incontrò a Chihuahua, presso il Palazzo del Governo, con il primo leader della sezione 42 della SNTE (Unione Nazionale dei Lavoratori dell'Istruzione), Arnulfo Acosta Ochoa, e chiese il livellamento degli stipendi con gli insegnanti federali.

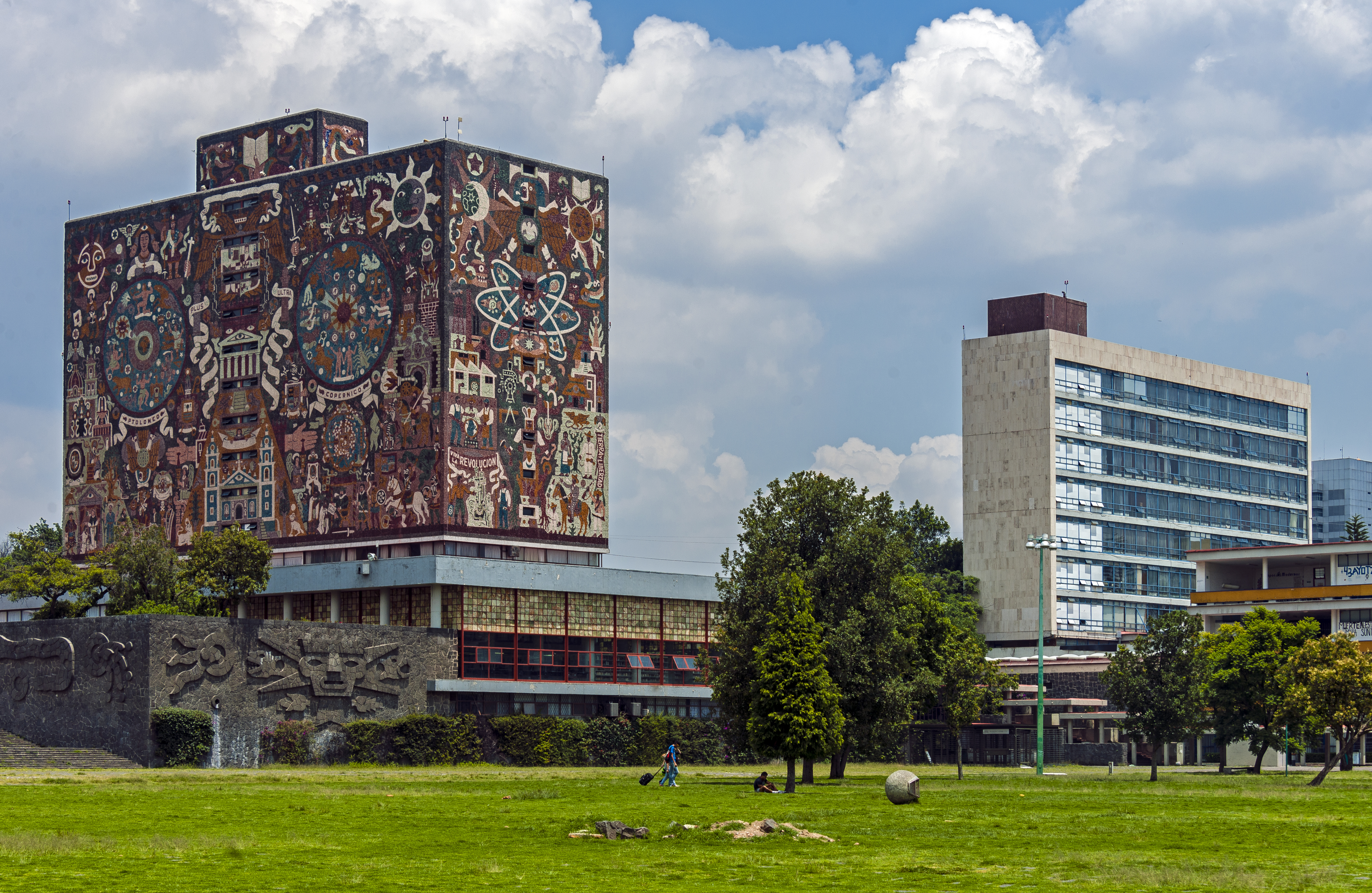
Il nuovo campus dell'Università Nazionale alla Città Universitaria

### Politica dei lavoratori e dei contadini
La politica di Alemán era repressiva, anti-lavoratori. Le manifestazioni dei lavoratori che furono represse dalle forze pubbliche ebbero origine da salari bassi e antidemocrazia sindacale, dal momento che il governo impose "charros", cioè leader illegittimi e corrotti. I diritti dei lavoratori furono limitati per facilitare l'avanzamento dell'iniziativa privata nazionale ed estera, alla quale sarebbe stato affidato lo sviluppo economico del Paese, e il presidente divenne egli stesso un investitore, sia come proprietario che come partner di grandi imprese. D'ora in poi, gli scioperi furono per lo più dichiarati inesistenti dalle commissioni di conciliazione e arbitrato.
All'inizio della sua amministrazione, Alemán represse lo sciopero della Sezione Uno degli operai della Pemex, requisendo con le truppe dell'esercito nazionale e arrestando 50 leader nella raffineria di Azcapotzalco, fatto che segnò il corso della sua amministrazione. Per impedire ulteriori proteste nominò Gustavo Roldán Vargas "charro" del Sindicato de Trabajadores Petroleros de la República Mexicana, il sindacato che rappresentava i lavoratori petroliferi, nel 1949.
Uno dei "charros" o "cowboy" più famosi fu Jesús Díaz de León, un fedelissimo di Alemán e il nuovo leader del sindacato dei ferrovieri nel 1948, che amava le raffinatezze associate ai cowboy messicani.
Allo stesso modo Jesús Carrasco fu imposto all'Unione dei Minatori e dei Lavoratori del Metallo (la SNTMMSRM) nel 1950. Da questo scaturì il caso più grave della politica repressiva di Alemán, avvenuto a cavallo tra l'ottobre del 1950 e l'aprile dell'anno successivo quando i minatori di Nueva Rosita nel Coahuila montarono un grande sciopero per protestare contro le loro condizioni lavorative. In risposta il governo inviò l'esercito a presidiare la città, uccise molti manifestanti (tra cui bambini), effettuò arresti di massa a Città del Messico e riammise solo 800 lavoratori su più di 3 000.

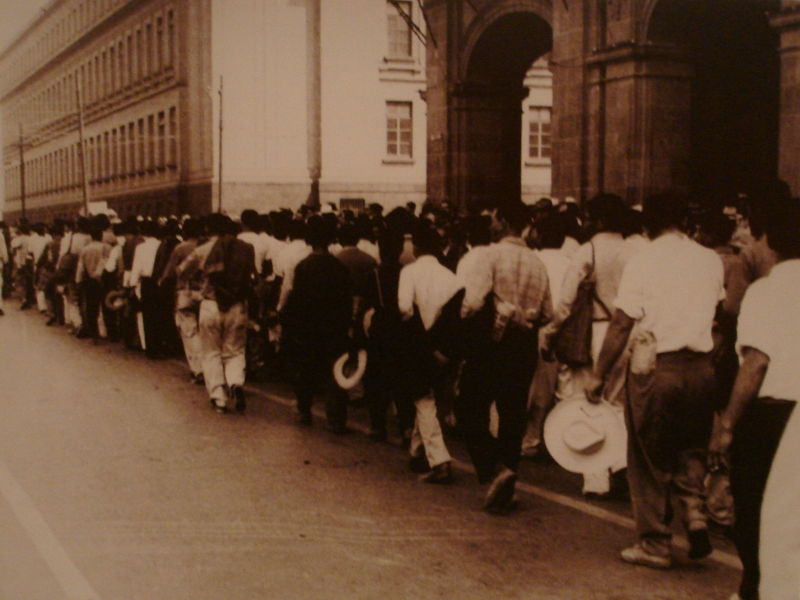
La "Carovana della fame" mentre passa dallo Zócalo di Città del Messico, il 10 marzo 1951

Diversi scioperi e manifestazioni sorsero a causa del grande malcontento esistente nel settore contadino. Questo malcontento era originato dal fatto che durante la presidenza di Manuel Ávila Camacho una tendenza aveva iniziato a diminuire la dotazione di terra per i contadini e stimolato la concentrazione della terra nelle grandi proprietà.
Alemán fu il primo presidente della Repubblica a guidare la parata degli operai nella festa dei lavoratori (1º maggio) nel 1951, un rito che sarebbe durato per diversi decenni. Fidel Velásquez, leader del marchio comunitario, lo proclamò "il primo lavoratore della Patria".

#### Creazione dello stato della Bassa California
Il 1º settembre 1951, Alemán annunciò nel suo rapporto che il Territorio Settentrionale della Bassa California soddisfaceva le condizioni richieste dalla seconda sezione dell'articolo 73 della Costituzione. Da quella data, l'esecutivo iniziò a promuovere la creazione del nuovo stato federato della Bassa California.
Il 16 gennaio 1952 Miguel Alemán pubblicò il decreto (approvato dal Congresso il 31 dicembre 1951), con il quale furono riformati gli articoli costituzionali 43 e 45, che portarono alla creazione del nuovo stato della Bassa California.
Il 23 settembre 1952, una serie di disposizioni complementari per la costituzione dello stato della Bassa California fu inviata alla Camera dei deputati.

### Politica sanitaria

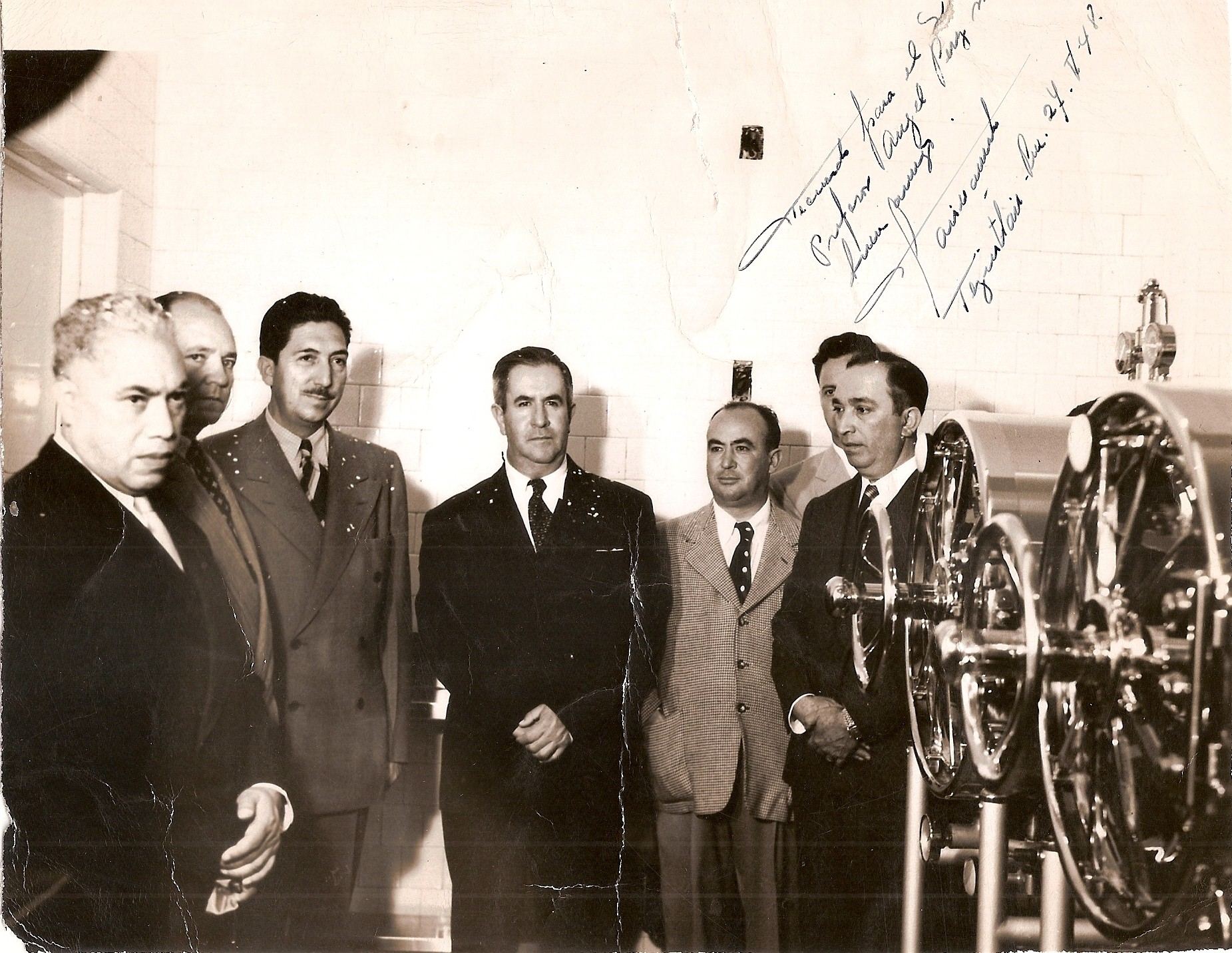
Alemán (terzo da sinistra) insieme all'ex presidente Manuel Ávila Camacho alla cerimonia di inaugurazione del nuovo Ospedale Regionale di Teziutlán, Puebla, il 27 maggio 1948

Alemán riuscì a sradicare il vaiolo ma affrontò la comparsa dell'afta epizootica negli stati di Veracruz e Puebla e dovette ordinare l'avvio della vaccinazione dei bovini e l'uccisione di migliaia di capi di bestiame, al fine di contenerla.
Nel 1951 la moglie di Alemán, la Primera Dama Beatriz Velasco, fondò una clinica ortopedica, approvata dal Segretariato della Sanità, per l'assistenza e l'offerta di cure mediche specialistiche ai bambini che avevano contratto la poliomielite, un'epidemia che stava causando il caos in quel momento. L'istituzione esiste ancora oggi al servizio dei bambini con disabilità motorie sotto il nome di Beatriz Velasco de Alemán Foundation.

### Politica di difesa e affari militari

#### Messico
Alemán ridusse le spese militari, in linea con i suoi predecessori, e garantì l'allontanamento dell'esercito dal potere. Comunque, il presidente si servì della lealtà delle forze armate per affermare l'autorità del suo governo, schiacciando nel sangue le proteste e i disordini quando gli risultassero pericolosi e inaugurando di conseguenza un periodo di forte autoritarismo che avrebbe visto il culmine durante la Guerra Sporca degli anni '60 e '70. Al fine di regolare le spese militari, creò la Banca Nazionale dell'Esercito e l'Armata (Banco Nacional del Ejército y la Armada), oggi Banjército, la cui creazione fu approvata dal Congresso il 13 dicembre 1946.
Durante il suo mandato continuò lo sviluppo dell'esercito come una forza da combattimento moderna, con varie azioni, come l'invio di un maggior numero di cadetti con borse di studio dall'Eroico Collegio Militare ad istituzioni all'estero, specialmente gli Stati Uniti e l'acquisto di rimanenti equipaggiamenti militari statunitensi, inclusi caccia, navi da guerra, in particolare cacciatorpediniere, guardie costiere e mezzi di trasporto, alcuni dei quali rimarranno in servizio anche dopo la fine del millennio.
Amministrativamente, il Segretariato della Difesa Nazionale fu diviso, disincorporando il suo settore navale che divenne la Armada de México, costruita nei sei anni e affidata al Vice-ammiraglio Luis Schaufelberger Alatorre, incaricato di separare gli uffici e di riordinare il settore navale di guerra ma trovando diverse anomalie come ad esempio i 100 000 pesos investiti nel rinnovamento della nave Teziutlán che dovette essere scartata in quanto inutile, o l'affondamento della nave di cemento armato che il generale Heriberto Jara aveva ordinato di essere costruita come ausiliario nel porto di Veracruz. Oltre a questo ci fu il trasferimento dei cantieri navali della Marina che aveva nella zona di Lomas de Chapultepec a Città del Messico al porto di Veracruz, che rappresentò una spesa di 12 milioni, in questa riorganizzazione prese anche il comando il Segretariato della marina mercantile, il 14 settembre 1948, il primo battaglione della Infantería de Marina batté bandiera, così che l'8 ottobre 1948 il commodoro David Coello prese il comando. Sotto l'aspetto educativo fu costruita una nuova struttura navale ad Antonio Lizardo, Veracruz, con vari progressi tecnici e soprattutto spaziali.
Nel marzo 1948 si svolse la prima spedizione volta a prendere possesso delle Isole Revillagigedo alla quale parteciparono 3 000 persone di diverse attività, stupite dalle ricchezze ritrovate. Fu così che fu installata stabilmente una base militare sull'isola di Socorro.
Nel Segretariato della Difesa Nazionale si assistette ad un costante miglioramento dell'area sociale, con la costruzione di unità abitative per i militari e le loro famiglie, siano esse per un soggiorno permanente o temporaneo, queste strutture dettero un grande senso di sicurezza, poiché avevano tutti i servizi, come scuola, centro commerciale, cinema, elettricità, acqua corrente e altro. La prima unità fu la cosiddetta Città Militare di Toluca, inaugurata ufficialmente il 3 novembre 1952, prima che nel 1948 fosse aperta a Coahuila la prima fattoria militare denominata Colonia Militare Venustiano Carranza. Fu costruita per ridurre le spese di mantenimento delle truppe producendo allo stesso esercito buona parte del suo cibo e del bestiame necessario come i cavalli per la cavalleria che, per mancanza di strade, rimasero una delle armi principali dell'esercito.
Nell'aspetto educativo militare fu necessaria l'inaugurazione della Escuela Superior de Guerra per ottenere una migliore preparazione dell'ufficialità, in modo che i corsi del 16 maggio 1947 iniziassero e vedessero immediatamente la necessità di migliorare le strutture del Collegio Militare che a causa della crescita di Città del Messico, la loro capacità di esercizio aveva iniziato a risentirne, poiché i cadetti dovevano fare lunghi viaggi per avere un campo sufficientemente ampio. Inizialmente si pensò e prese possesso di un ranch nel comune di Tlalnepantla dove furono svolte diverse esercitazioni militari, sebbene il trasferimento non fosse consolidato.
Amministrativamente, con decreto presidenziale del 23 settembre 1948, il nome di "Esercito Nazionale" fu ufficialmente cambiato in "Esercito Messicano", mentre nel 1950 scomparvero le già 33 zone militari in cui era suddiviso il paese. Inizialmente il piano prevedeva di creare 9 zone militari che coprissero almeno tre stati ma sorsero diversi conflitti tra i capi della zona militare, governatori e capi come quello registrato tra il generale Manuel Larraga e il cacicco potosino, il generale Gonzalo N. Santos. A causa di ciò dovettero essere stabilite 22 zone che in molti casi dividevano gli stati in almeno due zone.
Alla fine della sua presidenza, nel 1952, nessun militare cercò la rivolta per sostenere Miguel Henríquez Guzmán dopo la sconfitta alle elezioni federali. Non vi furono più ribellioni o tentativi di colpo di Stato. La lunga storia dell'esercito messicano come forza politica era finita. "Le forze armate erano state disciplinate, unificate e subordinate al potere civile...Il consolidamento della supremazia civile sulle forze armate negli anni '50 stabilì le condizioni per un modello particolarmente stabile di relazioni civili-militari".

#### Mondo
Riguardo agli affari militari internazionali, Alemán mantenne la politica di neutralità, non volendo far schierare ideologicamente il Messico, anche perché la nazione non era in grado di onorare i costi richiesti a causa della sua povertà. Per questo il Paese non aderì alla NATO e non partecipò alla guerra di Corea. Nonostante ciò più di 100 000 tra messicani e messicano-statunitensi parteciparono al conflitto nelle forze armate degli USA e Alemán non si oppose all'invio dei volontari.

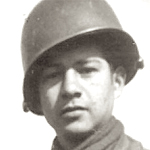
Victor H. Espinoza

Un messicano-statunitense, il sergente Victor H. Espinoza, originario di El Paso (Texas), ricevette addirittura la Medal of Honor postuma nel 2014.

## Politica estera

### Rapporti con gli Stati Uniti

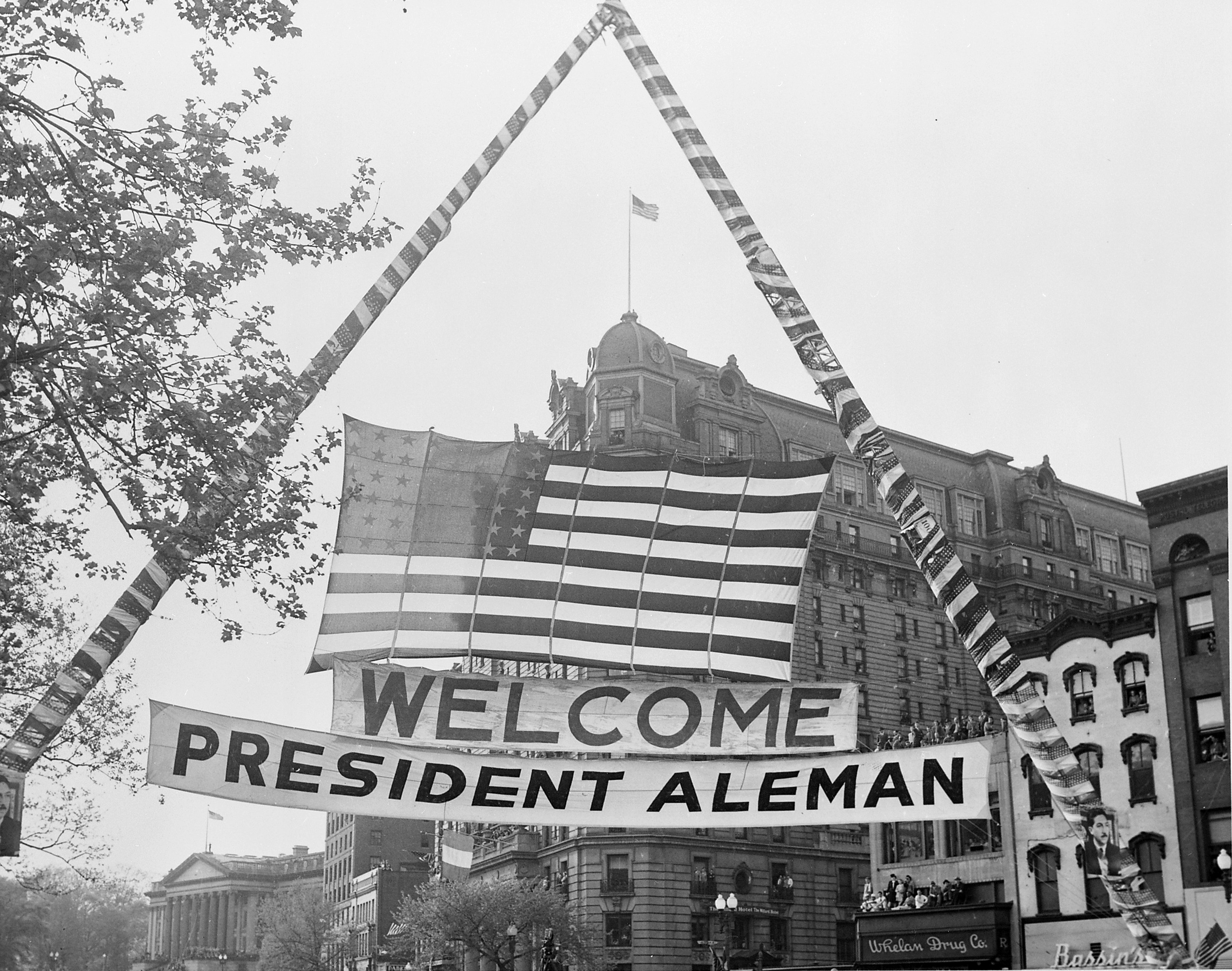
Bandiera di benvenuto a Washington per Alemán alla sua visita ufficiale nel 1947

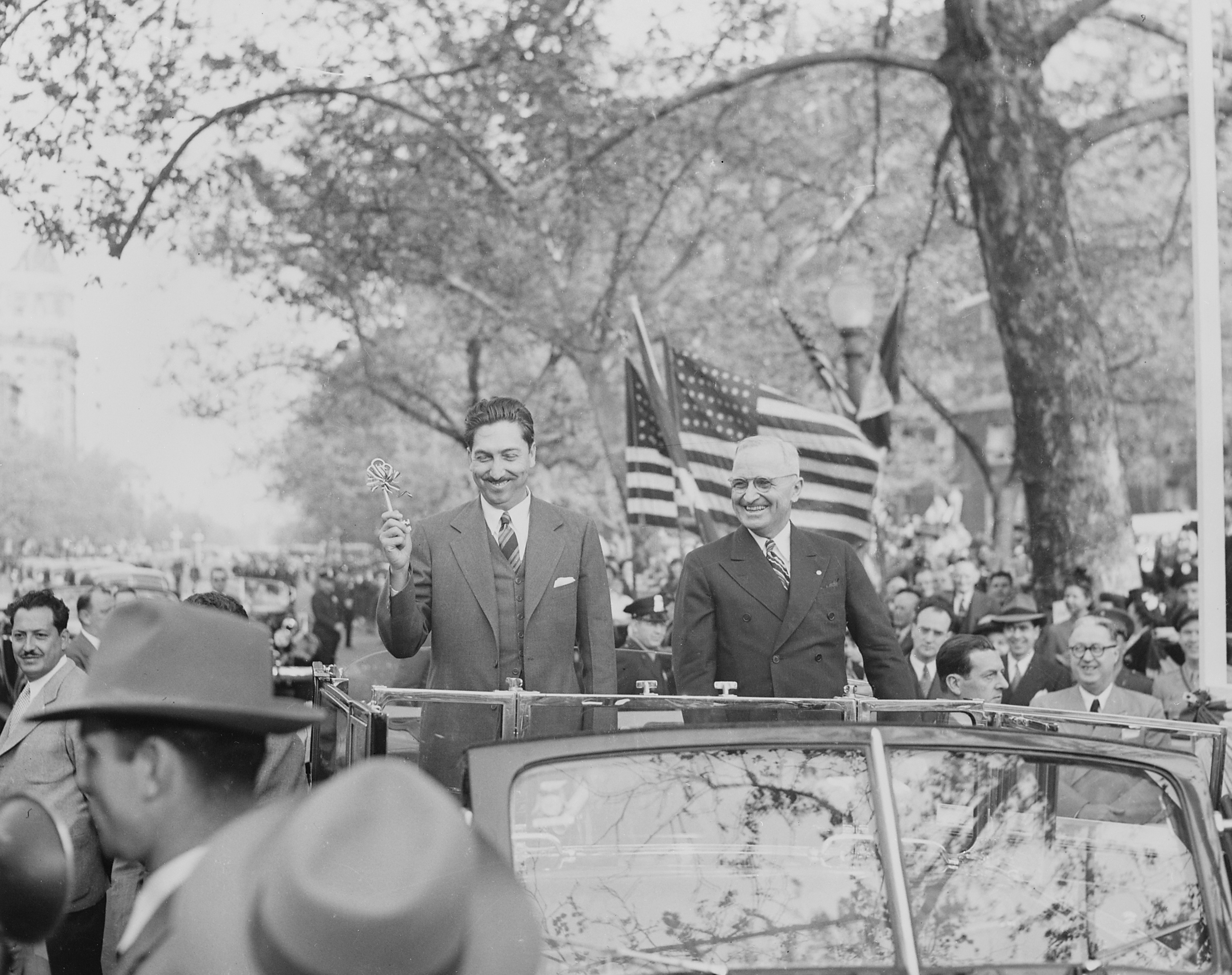
Alemán con Harry S. Truman a Washington durante la parata

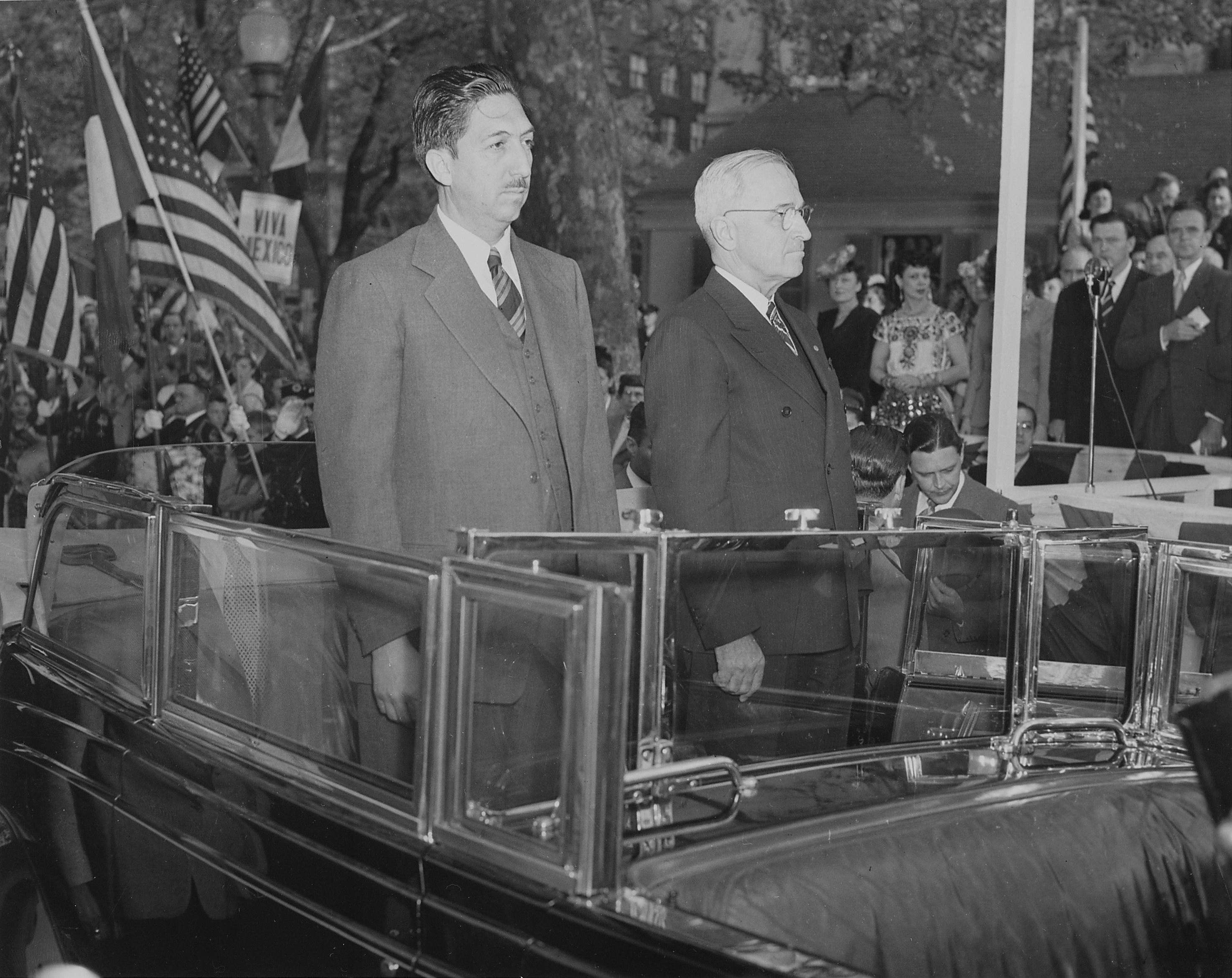
Alemán e Truman durante la parata

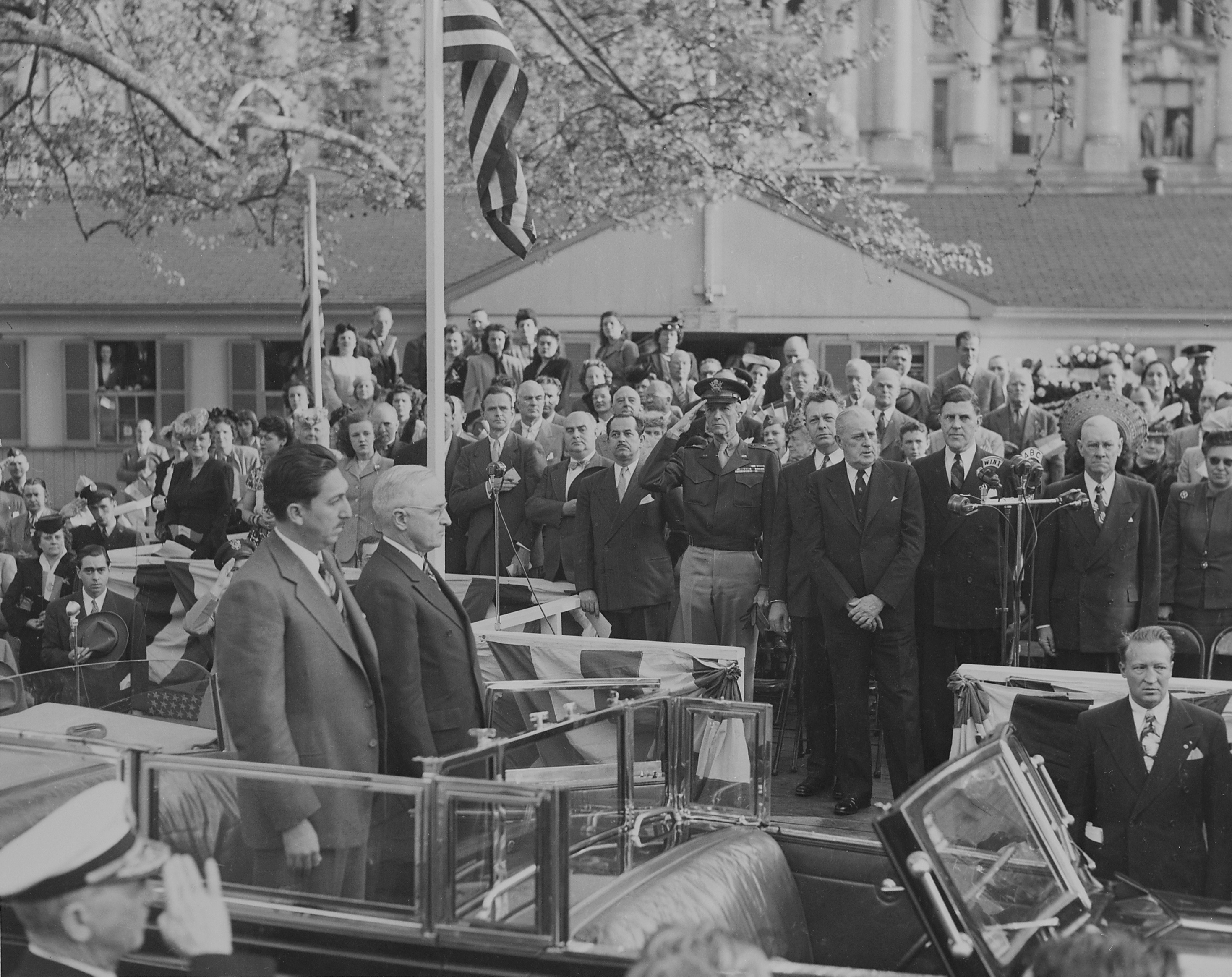

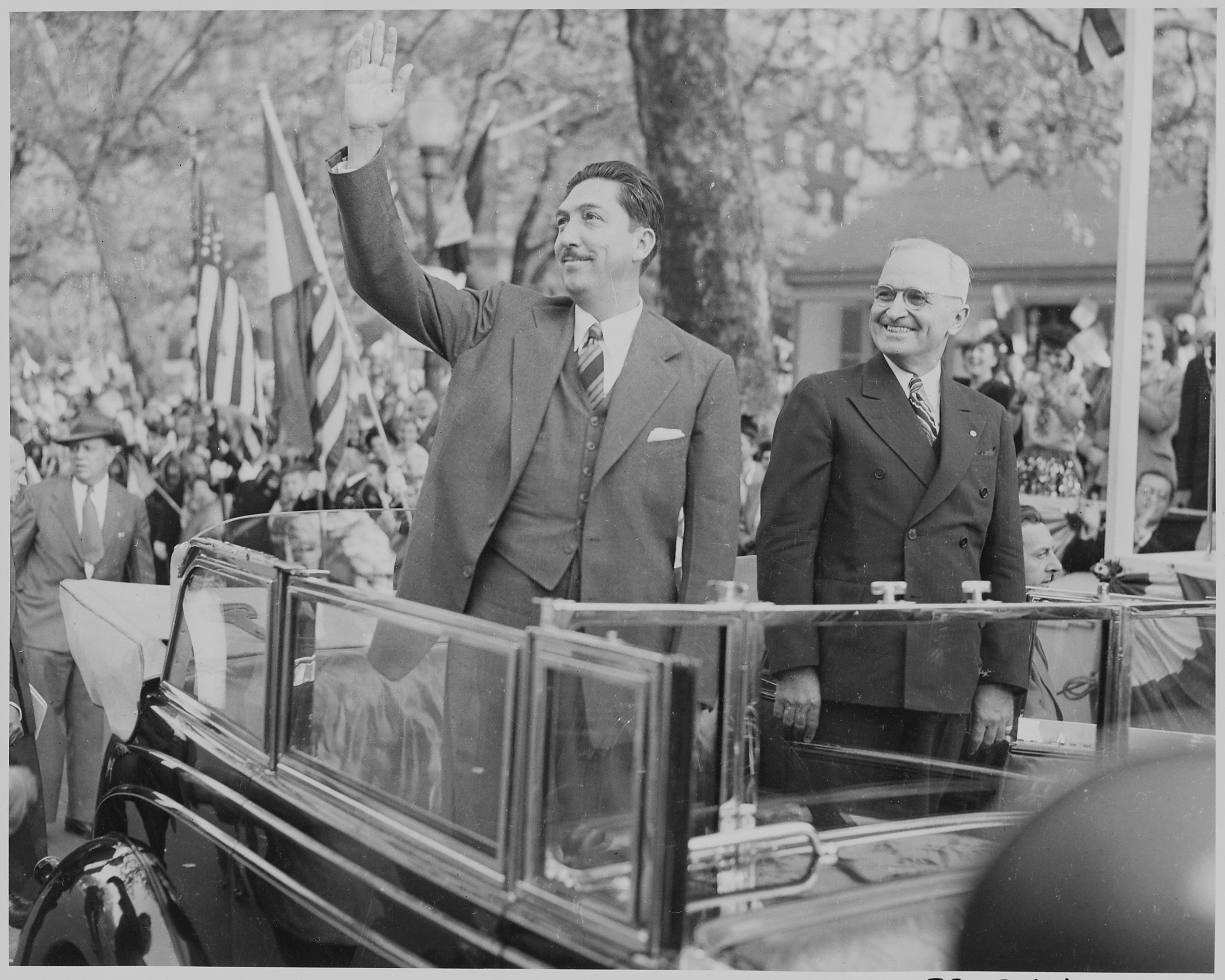

Durante la sua amministrazione continuarono le strette relazioni con gli Stati Uniti d'America sviluppatesi durante la seconda guerra mondiale, sebbene si rifiutasse di inviare truppe messicane per partecipare alla guerra di Corea.

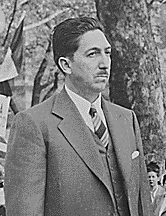

Nel 1947, alla vigilia della guerra fredda, creò l'agenzia di intelligence messicana, la Dirección Federal de Seguridad (DFS) per supportare e cooperare con le operazioni della CIA in Messico. La sua missione dichiarata era "preservare la stabilità interna...contro ogni forma di sovversione".

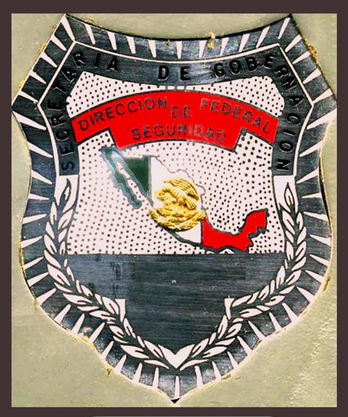
Il simbolo della Dirección Federal de Seguridad

Dal 3 al 6 marzo del 1947 il presidente degli Stati Uniti d'America Harry S. Truman andò in visita ufficiale in Messico. Per l'occasione il 5, pochi mesi prima del centenario della battaglia di Chapultepec della guerra messico-statunitense, Truman visitò il monumento dei Niños Héroes (i cadetti morti nella difesa del Castello di Chapultepec) e mise una corona. Nel 1952 venne inaugurato il grande memoriale.

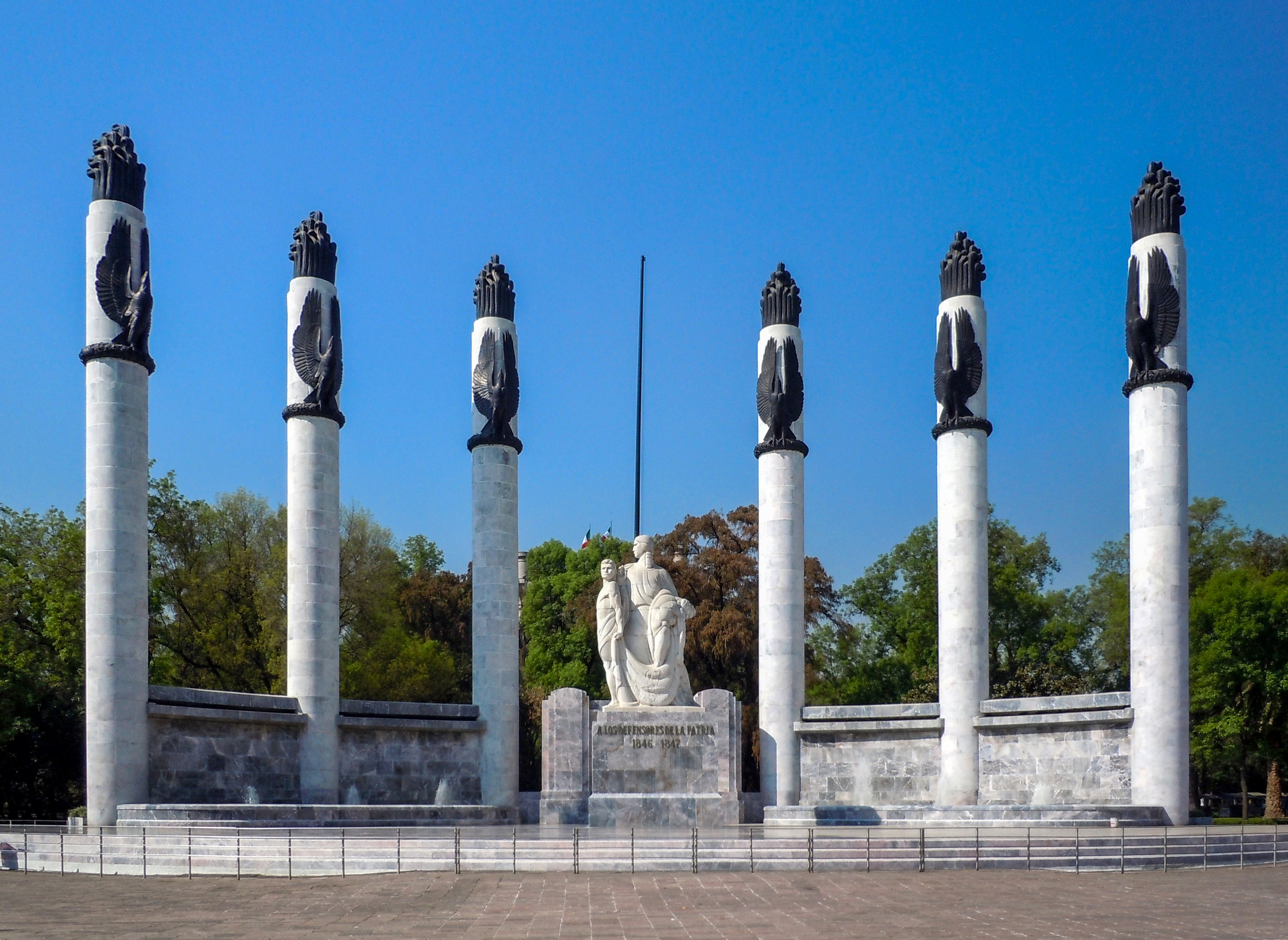
Il Memoriale dei Niños Héroes, inaugurato a Chapultepec nel 1952

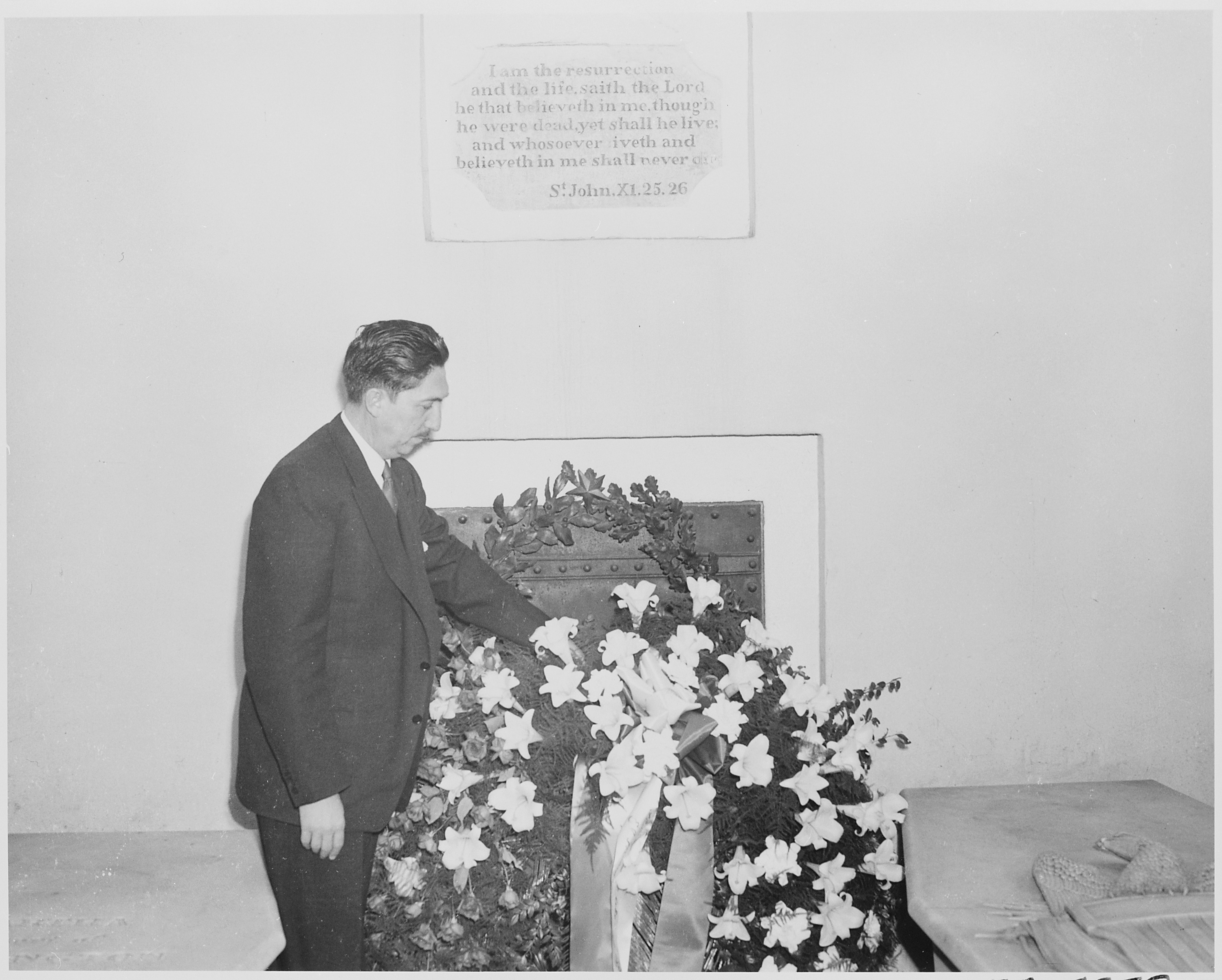
Alemán pone una corona sulla tomba di George Washington a Mount Vernon

Alemán andò in visita ufficiale a Washington dal 29 aprile al 1º maggio. Visitò la tenuta di Mount Vernon in Virginia e mise una corona sulla tomba di George Washington.
Truman e Alemán parteciparono alla parata di benvenuto per quest'ultimo nella capitale statunitense che attirò circa 600 000 sostenitori. Il Congresso statunitense lo ricevette in una sessione solenne (fu il primo presidente latinoamericano a parlare da quella tribuna), dove annunciò che i capitali USA sarebbero stati i benvenuti in Messico. Viaggiò quindi a New York il 2 maggio per tenere un discorso all'Assemblea generale delle Nazioni Unite. Gli statunitensi risposero con entusiasmo chiamandolo "Míster Amigo" e lo omaggiarono con la ticker-tape parade della città. Per l'occasione Alemán fu insignito di cittadino onorario di New York.
Su pressione del presidente nel 1947 gli Stati Uniti aprirono una linea di credito di 150 milioni di dollari in Messico e in più prestarono 56 milioni per la ristrutturazione delle ferrovie.

#### Programma Bracero

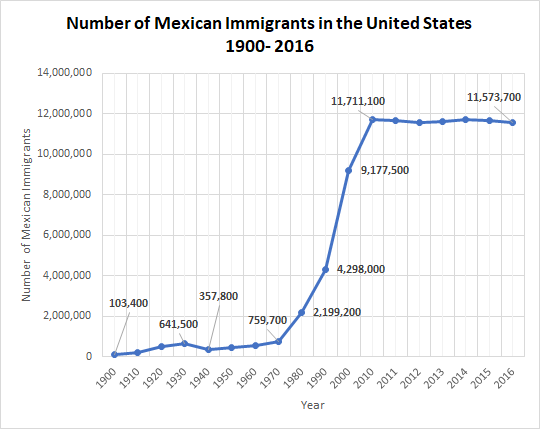
Andamento della migrazione messicana negli Stati Uniti dal 1900 al 2016. Qui il termine immigrato si riferisce a coloro che non sono nati negli Stati Uniti ma che vi risiedono. Durante la presidenza di Alemán ci fu un lieve incremento della migrazione, impossibile da paragonare all'enorme flusso iniziato a cavallo tra gli anni settanta e ottanta.

Il Programma Bracero (dal termine spagnolo bracero, che significa "lavoratore manuale" o "colui che lavora usando le sue braccia") era una serie di leggi e accordi diplomatici, iniziato il 4 agosto 1942, quando gli Stati Uniti firmarono un accordo con il Messico. Per questi braccianti agricoli che si trasferivano dal Messico agli Stati Uniti in cerca di lavoro, l'accordo garantiva condizioni di vita dignitose (servizi igienico-sanitari, alloggio e cibo adeguati) e un salario minimo di 30 centesimi l'ora, nonché protezioni dal servizio militare forzato e una parte garantita dei salari dovevano essere messi in un conto di risparmio privato in Messico.
Con Alemán l'accordo fu esteso con l'Accordo sul Lavoro Migrante del 1951, emanato come una modifica dell'Atto Agricolo del 1949 (Legge Pubblica 78) dal Congresso, che stabiliva i parametri ufficiali per il Programma Bracero fino alla sua conclusione nel 1964. Dal 1948 al 1964 gli Stati Uniti accettarono in media 200 000 braceros all'anno.
Qui riportati sono i dati del numero di braceros messicani trasferitisi negli Stati Uniti durante gli anni della presidenza di Miguel Alemán Valdés:
| Anno    | Numero       | Legge                             |
| ------- | ------------ | --------------------------------- |
| 1947    | 30 000       | LP 45, LP 40                      |
| 1948    | 30 000       | Legge Pubblica 893                |
| 1948-50 | 79 000 circa | Periodo di accordi amministrativi |
| 1951    | 192 000      | Legge Pubblica 78                 |
| 1952    | 197 100      | Legge Pubblica 78                 |

### Politica internazionale
A livello internazionale Alemán proseguì con la dottrina Estrada, il punto di riferimento della politica estera messicana fin dal 1930. Questa dottrina implicava sostanzialmente un atteggiamento di relativa neutralità del Messico verso gli affari delle altre nazioni.
Il maggior impegno in politica estera del presidente fu di ripristinare le relazioni diplomatiche e firmare accordi di pace con Giappone, Germania (16 aprile 1952) e Italia (10 febbraio 1947) dopo gli eventi della seconda guerra mondiale. Come primo ambasciatore in Giappone post-1945 Alemán inviò facente funzione nel 1952 il poeta e diplomatico Octavio Paz, premio Nobel per la letteratura nel 1990.
Nelle tabelle qui riportate sono elencati i principali eventi della politica estera messicana durante la presidenza di Alemán.

#### Europa
| Data | Evento | Note   |
| ---- | --- | ------ |
| 1947 | Il Messico e la Spagna franchista firmano un accordo per facilitare gli scambi tra i due Paesi. |        |
| 1948 | Vengono stabilite le relazioni diplomatiche con il Lussemburgo. |        |
| 1948 | La Spagna invia in Messico due diplomatici in maniera informale. |        |
| 1949 | Finlandia e Messico si accreditano gli ambasciatori. La prima ambasciata messicana accreditata in Finlandia ha sede a Stoccolma, in Svezia, con Gilberto Bosques Saldívar che diviene il primo ambasciatore messicano accreditato in Finlandia. | [ 46 ] |
| 1950 | Viene firmato un accordo sulla protezione del diritto d'autore con la Francia. |        |
| 1951 | Viene firmato un accordo commerciale con la Francia. |        |
| 1951 | Il Messico apre un'ambasciata a Belgrado. | [ 47 ] |
| 1952 | Viene firmato un accordo sui trasporti aerei con la Francia. |        |

##### Relazioni con la Spagna franchista
Durante la presidenza di Alemán, dalla fine degli anni '40, il Messico sperimentò un riavvicinamento alla Spagna franchista, però in maniera informale, in quanto continuava a riconoscere il governo repubblicano spagnolo in esilio come il legittimo del Paese e come tale rimarrà fino al 1977, quando furono ristabilite le relazioni diplomatiche tra le due nazioni. Già nel 1947 e senza avere ambasciatori, Messico e Spagna firmarono un accordo per facilitare gli scambi tra i due Paesi e negli anni seguenti personaggi come Manolete, Sara Montiel, Agustín Lara e Pedro Vargas si recarono su entrambe le sponde dell'Oceano Atlantico. La Spagna franchista e il Messico erano interessati a commerciare tra di loro e infatti nel 1948 il governo di Madrid inviò due diplomatici su base stabile. L'inaugurazione della linea aerea Madrid - Messico il 1º marzo 1950 segnò un decisivo passo nel disgelo tra le due nazioni.

#### Asia
Uno dei maggiori risultati della politica estera di Alemán fu l'avere una mano nella tregua tra Pakistan e India del 1948 dopo la prima guerra del Kashmir (1947-1948).
| Data              | Evento | Note   |
| ----------------- | --- | ------ |
| 1947              | Il Messico diviene la prima nazione latinoamericana a riconoscere l'indipendenza dell'India dal Regno Unito.                                                                         | [ 48 ] |
| 1947              | Vengono istituite missioni diplomatiche con il Libano. | [ 49 ] |
| 1º ottobre 1949   | Seguendo la politica estera statunitense e il suo anticomunismo, Alemán non riconosce la nuova Repubblica Popolare Cinese come il governo legittimo della Cina.                      | [ 50 ] |
| Gennaio 1950      | Il Messico riconosce Israele come Stato legittimo. | [ 51 ] |
| 1º agosto 1950    | Vengono stabilite le relazioni diplomatiche con l'India. |        |
| 28 agosto 1950    | Vengono stabilite le relazioni diplomatiche con la Siria. | [ 52 ] |
| 25 settembre 1950 | Vengono stabilite le relazioni diplomatiche con l'Iraq. | [ 53 ] |
| 1951              | Il Messico apre un'ambasciata a Delhi. Per dimostrare l'importanza delle nuove relazioni con l'India, il primo ambasciatore messicano nel Paese è l'ex presidente Emilio Portes Gil. |        |
| 1952              | Viene firmato con le Filippine un accordo bilaterale sui trasporti aerei. |        |
| 8 maggio 1952     | Il poeta e diplomatico Octavio Paz viene nominato primo ambasciatore in Giappone ad interim dopo l'interruzione delle relazioni diplomatiche nel 1941.                               |        |
| 1º luglio 1952    | Vengono ufficialmente stabilite le relazioni diplomatiche con Israele. | [ 54 ] |
| 12 settembre 1952 | Vengono stabilite le relazioni diplomatiche con l'Arabia Saudita. | [ 55 ] |

#### Americhe
| Data                      | Evento | Note   |
| ------------------------- | --- | ------ |
| 1946-1952                 | Le relazioni con la Repubblica Dominicana, governata dal dittatore Rafael Leónidas Trujillo, sono fredde. Il Messico concede asilo politico a numerosi politici dominicani e personaggi di spicco che vengono perseguitati e pertanto fuggono dal loro Paese.                                                                                        | [ 56 ] |
| 12 marzo - 24 aprile 1948 | La Costa Rica è sconvolta da una guerra civile. Durante la guerra, gli ambasciatori di Cile, Messico, Panama e Stati Uniti si incontrano presso l'ambasciata messicana a San José e accettano di mediare tra i due belligeranti della guerra per portarli a una risoluzione pacifica. Questo diviene noto come il Patto dell'Ambasciata del Messico. | [ 57 ] |
| 19 aprile 1948            | Firma del Patto dell'Ambasciata. |        |
| 1951                      | Il presidente dell'Ecuador Galo Plaza arriva in Messico in visita ufficiale. |        |
| 1952                      | Il Messico apre il suo primo consolato generale a Montréal, Canada. |        |

#### Africa
| Data | Evento | Note   |
| ---- | --- | ------ |
| 1949 | Vengono stabilite le relazioni diplomatiche con l'Etiopia. Il Messico era stato una delle poche nazioni al mondo a opporsi con veemenza all'attacco italiano nel 1935. | [ 58 ] |

### Premio Nobel
Alemán fu nominato nel 1952 e nel 1953 per il Premio Nobel per la pace, da José María Salazar (Presidente dell'Assemblea legislativa di El Salvador) e da Albert Etheart (Ministro degli affari esteri di Haiti), rispettivamente, entrambe le candidature motivate dal suo sforzo panamericano e dal suo contributo per creare comprensione internazionale con il sostegno diretto e indiretto di Washington.

## Elezioni parlamentari del 1949
Il 3 luglio 1949 si tennero le elezioni parlamentari per rinnovare tutti i seggi della Camera dei deputati, la camera bassa del Congresso per il periodo 1949-1952. All'epoca i seggi della Camera erano 149, eletti a sistema uninominale secco.
Il Partito Rivoluzionario Istituzionale ottenne una vittoria attesa con quasi il 94% del voto popolare nazionale e 142 dei 149 seggi, assicurando oltre i due terzi della legislatura. Il Partito Azione Nazionale (PAN) dell'opposizione ottenne i suoi sei seggi, due in più rispetto a quelli ottenuti nelle precedenti elezioni. Il Partito Popolare (PP) fondato l'anno precedente, predecessore del Partito Popolare Socialista, e considerato un partito parastatale che collaborava con il regime, ottenne il seggio rimanente con poco più di 10 000 voti.
Furono le ultime elezioni parlamentari di medio termine in cui solo gli uomini votarono, poiché dopo le elezioni parlamentari del 1952 sarebbe stato imposto il suffragio femminile, che sarebbe stato esercitato per la prima volta nelle successive elezioni parlamentari di metà mandato del 1955.
|                   |        | Voti             | %                | Seggi            |
| Parlamentari 1946 | Camera | 1 786 901        | 77,9             | 141 / 147        |
| Parlamentari 1946 | Senato | 1 786 901        | 77,9             | 58 / 58          |
| Parlamentari 1949 | Camera | 2 031 783        | 93,90            | 142 / 149        |
| Parlamentari 1949 | Senato | Elezioni assenti | Elezioni assenti | Elezioni assenti |
| Parlamentari 1952 | Camera | 2 713 745        | 74,32            | 151 / 159        |
| Parlamentari 1952 | Senato | 2 713 745        | 74,32            | 60 / 60          |

## Repressione politica
Miguel Alemán Valdés si dimostrò un presidente molto autoritario che non tollerava le opposizioni e, nonostante secondo la Costituzione il Messico fosse uno Stato democratico, in realtà non lo era affatto. De facto il Paese era uno Stato monopartitico. Come presidente, Alemán non esitò nell'agire di forza contro l'estrema sinistra e l'estrema destra ordinando lo scioglimento dei partiti politici e chiudendo le organizzazioni considerate sovversive.
In questo senso, il 29 dicembre 1950, l'articolo 145 del codice penale relativo al cosiddetto crimine di "dissoluzione sociale", istituito durante la seconda guerra mondiale contro agenti nazifascisti, fu modificato per includere che "Una prigione da due a dodici anni e una multa da mille a diecimila pesos saranno applicate a un cittadino straniero o messicano che, in forma scritta o parlata, o con qualsiasi altro mezzo, svolge propaganda politica tra stranieri o tra cittadini messicani, diffondendo idee, programmi o norme di azione di qualsiasi governo straniero che disturbano l'ordine pubblico o influenzano la sovranità dello Stato messicano...l'ordine pubblico è disturbato quando gli atti determinati nel paragrafo precedente tendono a produrre ribellione, sedizione o rivolta." La riforma legalizzò la repressione della protesta sociale e la cui deroga sarebbe stata una delle bandiere del movimento studentesco nel 1968. Con l'aiuto della Dirección Federal de Seguridad (DFS), diretta dal generale Marcelino Inurreta de la Fuente, Alemán poté effettuare spionaggio politico di amici e nemici del regime, dei sindacati e dei movimenti sociali.
Fu durante la presidenza di Alemán all'inizio degli anni '50 che emersero movimenti anticonformisti che divennero sempre più violenti, in particolare negli anni '60. Ciò portò la sua amministrazione e le successive del PRI a dover adottare una strategia sempre più opprimente.

### Attacchi contro i partiti politici

Bandiera dell'Unione Nazionale Sinarchista

Nel 1948 fu sciolto il Partito Forza Popolare (PFP), nazionalista e conservatore, braccio politico dell'Unione Nazionale Sinarchista (UNS) filofascista. Alemán aveva già avuto a che fare con l'estrema destra perché come Segretario degli Interni durante la seconda guerra mondiale aveva avuto il compito di tracciare e smantellare le organizzazioni considerate vicine all'Asse.

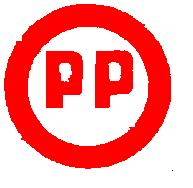
Logo del Partito Popolare

Durante la guerra fredda il Messico era ufficialmente neutrale nello scontro ideologico tra gli Stati Uniti e l'Unione Sovietica ma Miguel Alemán si unì alla politica anticomunista degli Stati Uniti; fu creato un comitato di attività anticomuniste il cui obiettivo principale era quello di molestare intellettuali e politici per la loro appartenenza marxista e furono fondate varie associazioni politiche con questa tendenza, vietando le idee di sinistra, come nel caso del Partito Operaio-Contadino e del Partito Popolare. Sotto la pressione degli Stati Uniti (che in questo periodo videro l'ascesa del maccartismo), il governo di Alemán approfittò di ogni conflitto sindacale per accusare il Partito Comunista di violare le leggi elettorali e i suoi membri del crimine di dissoluzione sociale; a causa di questi conflitti, l'accusa portò al ritiro della registrazione del partito nel 1951.

Logo del Partito Comunista Messicano. Durante questi anni il PCM visse un conflitto ideologico causato dalla divisione tra stalinismo e trotskismo. Durante gli anni 1950 partecipò attivamente ai principali movimenti sociali, operai, contadini, popolari e persino civili che si opposero al governo di Alemán e alle successive amministrazioni del PRI. Nel 1948 al PCM vi aveva aderito la pittrice Frida Kahlo.

Nel 1945 fu fondata la Federazione dei Partiti del Popolo Messicano (FPPM), organizzazione di stampo socialista il cui componente più importante era il Partito Costituzionalista (PCM) fondato nel 1951 da Francisco J. Múgica.
La Federazione fu fondata da Genovevo de la O, un ex comandante zapatista. I suoi aderenti erano esponenti di sinistra disillusi dal PRI che lo consideravano traditore della rivoluzione messicana. Notevoli membri erano Marcelino García Barragán, Rubén Jaramillo, Múgica, José C. Valadés e Miguel Henríquez Guzmán. Molti di loro erano seguaci di Emiliano Zapata. Dopo le elezioni federali del 1952, la FPPM considerò una rivolta armata, che non arrivò mai, essendo i suoi militanti perseguitati e vittime della repressione.
Ci furono tentativi di trasformare la Federazione in un partito parastatale ma fallirono a causa delle divisioni interne. Senza un accordo, la repressione contro il suo movimento e i suoi sostenitori si intensificarono, come gli attacchi dell'intera stampa nazionale e alla fine il governo rimosse la registrazione nel 1954.

Logo del Partito Azione Nazionale

In questi anni emerse il Partito Azione Nazionale (PAN), di orientamento cristiano democratico e conservatore, come importante forza di opposizione. Fu creato come un'istituzione politica che prendeva le distanze dal caudillismo e cercò l'istituzionalità della democrazia. Raggiunse la sua prima carica nel 1946 e il suo primo comune, Quiroga nel Michoacán, nel 1947. Tuttavia nei primi anni mantenne una presenza marginale nel governo.

Logo del Partito Nazionalista Messicano

Nel 1952 fu fondato il Partito Nazionalista (PNM) da ex membri di partiti di destra ed estrema destra. Nacque come partito anti-sistema che lottava per l'abolizione degli articoli anticlericali della Costituzione ma in seguito sostenne Adolfo Ruiz Cortines e Adolfo López Mateos fino al suo scioglimento nel 1964. Entrando a far parte del sistema "priista" il PNM subì un attacco minore.

## Cultura

### Cinematografia
Alemán promosse la cinematografia come mezzo per aumentare l'immagine del Messico fin dai tempi in cui era Segretario degli Interni. Come presidente, governò nel pieno della cosiddetta "età dell'oro" del cinema messicano (1930-1960). Sotto la sua presidenza nel 1952 venne girato uno dei film ambientati in Messico più iconici di sempre, Viva Zapata!, con Marlon Brando nel ruolo principale.
Alemán aveva contatti e amicizie non solo nella sfera politica, ma anche in campo cinematografico. I suoi grandi amici erano Mario Moreno detto "Cantinflas", Jorge Negrete e l'"Idolo del Messico" Pedro Infante. A Infante fornì anche due guardie del corpo per farsi carico della sua sicurezza personale.
I militari Francisco Sandoval detto "El Indio" ed Enrique López Azúa, divennero amici di Pedro Infante e del produttore Ismael Rodríguez. Questo è il motivo per cui il presidente convinse il regista a produrre un film con i due luminari del momento, Infante e Negrete. Così, nel febbraio del 1952, uscì il film "Dos tipos de cuidado", in cui entrambi gli attori si oscuravano a vicenda a causa del loro talento.
C'è una leggenda molto famosa in Messico che racconta di come Infante, che era conosciuto per essere un donnaiolo, divenne l'amante della moglie di Alemán, Beatriz Velasco. (Alemán stesso era un donnaiolo ed ebbe relazioni extraconiugali). L'attore morì a soli 39 anni il 15 aprile 1957 a seguito dello schianto dell'aereo che stava pilotando. Si dice che l'aereo sarebbe stato sabotato per ordine dell'ex presidente per ritorsione alla storia d'amore con la moglie e per riscuotere una parte dell'eredità.

### Atteggiamento con le religioni
Alemán proseguì con la via anticlericale intrapresa dalla politica messicana fin dalla Rivoluzione, ma sotto la sua presidenza ci furono delle aperture alle funzioni religiose. Aperture molto timide ed informali in quanto (a differenza di altri ambiti), il presidente non modificò gli articoli restrittivi della Costituzione. I culti rimasero in gran parte limitati alle mura domestiche.

#### Cristianesimo

Mappa della diffusione del Cristianesimo cattolico in Messico. La più grande presenza si trova nello stato di Guanajuato e la più bassa nello stato del Chiapas. Le aree con il colore più scuro corrispondono alle stesse in cui scoppiò ed ebbe maggiore intensità la guerra cristera del 1926-1929.

Quando Alemán era presidente, quasi la totalità della popolazione messicana era cristiana cattolica. Egli stesso era cattolico. Le altre comunità cristiane comprendevano protestanti e, in minor parte, ortodossi.
Il presidente, già dall'esperienza di governatore di Veracruz, cessò le maggiori persecuzioni verso i fedeli (ancora in corso nelle aree rurali) e, dall'altro lato, fermò le violenze degli ex Cristeros che si erano rialzati in armi. Per pacificare la nazione, consentì la riapertura delle chiese. Nel 1950 furono anche create il 6 maggio la diocesi di Tarahumara e il 4 giugno l'arcidiocesi di Toluca. Era la prima volta dal 1922 che venivano erette nuove diocesi in Messico e questo dimostrò l'inizio del progressivo disgelo tra la nazione e la Santa Sede, tuttavia in maniera puramente informale.

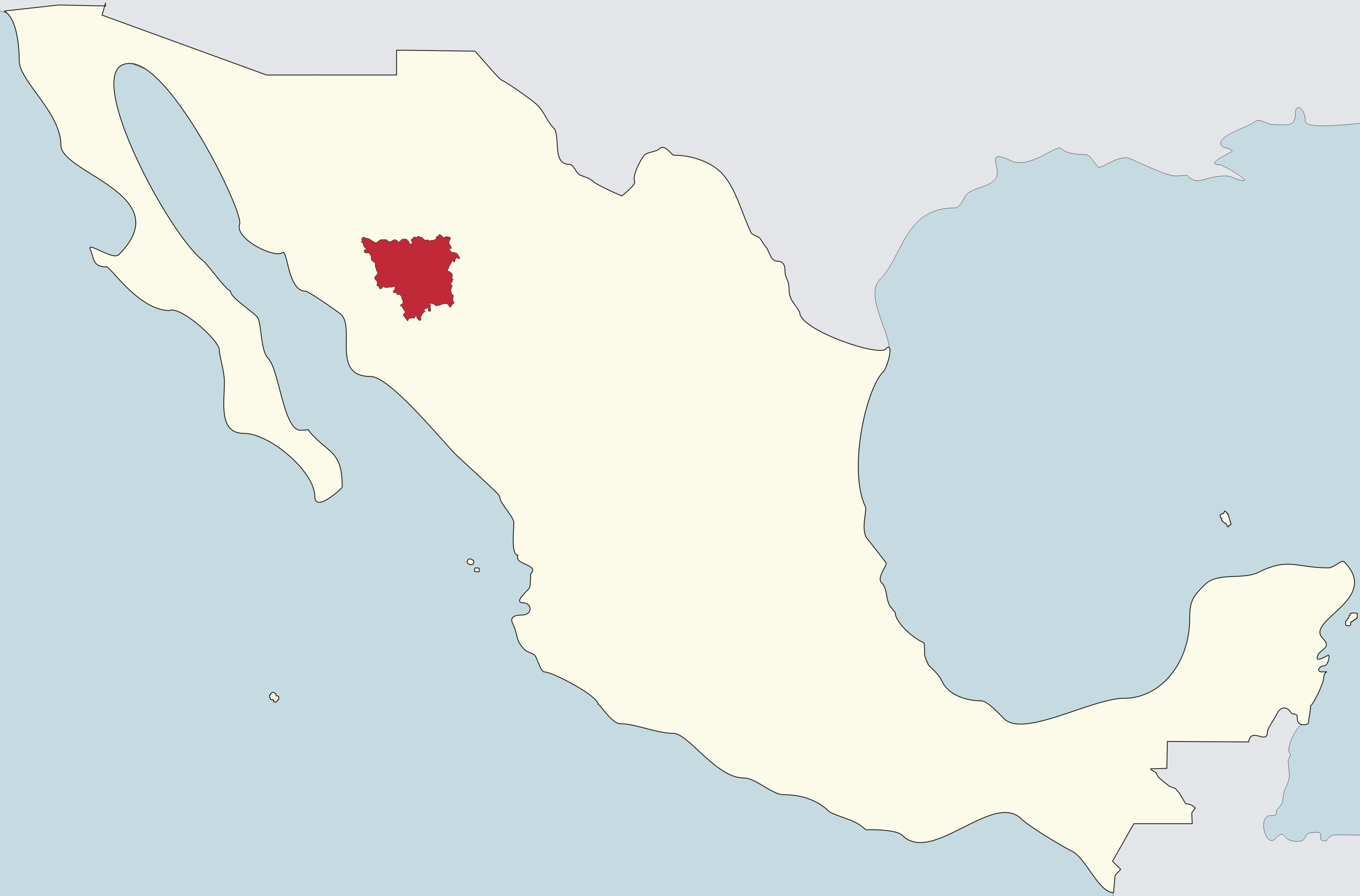
Territorio della diocesi di Tarahumara
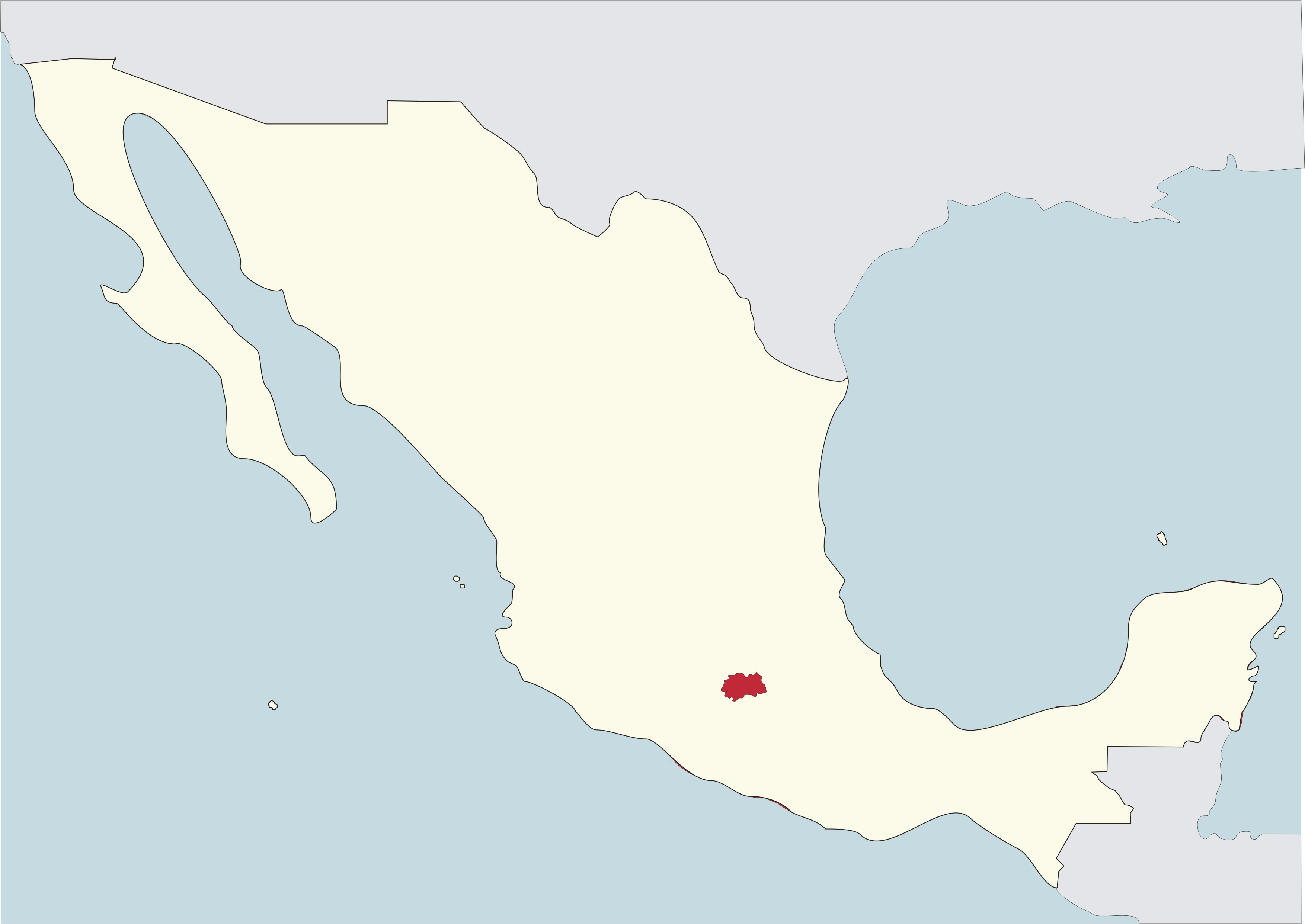
Territorio dell'arcidiocesi di Toluca

Inoltre Alemán quando era ancora Segretario degli Interni di Manuel Ávila Camacho ma già candidato alla presidenza, aveva appoggiato economicamente Marcial Maciel Degollado, un presbitero e fondatore a Città del Messico nel 1941 dei Legionari di Cristo, nell'avere un'udienza con Papa Pio XII nel giugno del 1946.
Nel frattempo all'inizio del suo mandato il Partito Azione Nazionale iniziava ad emergere come la principale forza di opposizione, e quindi, per sottrargli i voti, Alemán aprì all'elettorato cattolico-democristiano.

#### Ebraismo

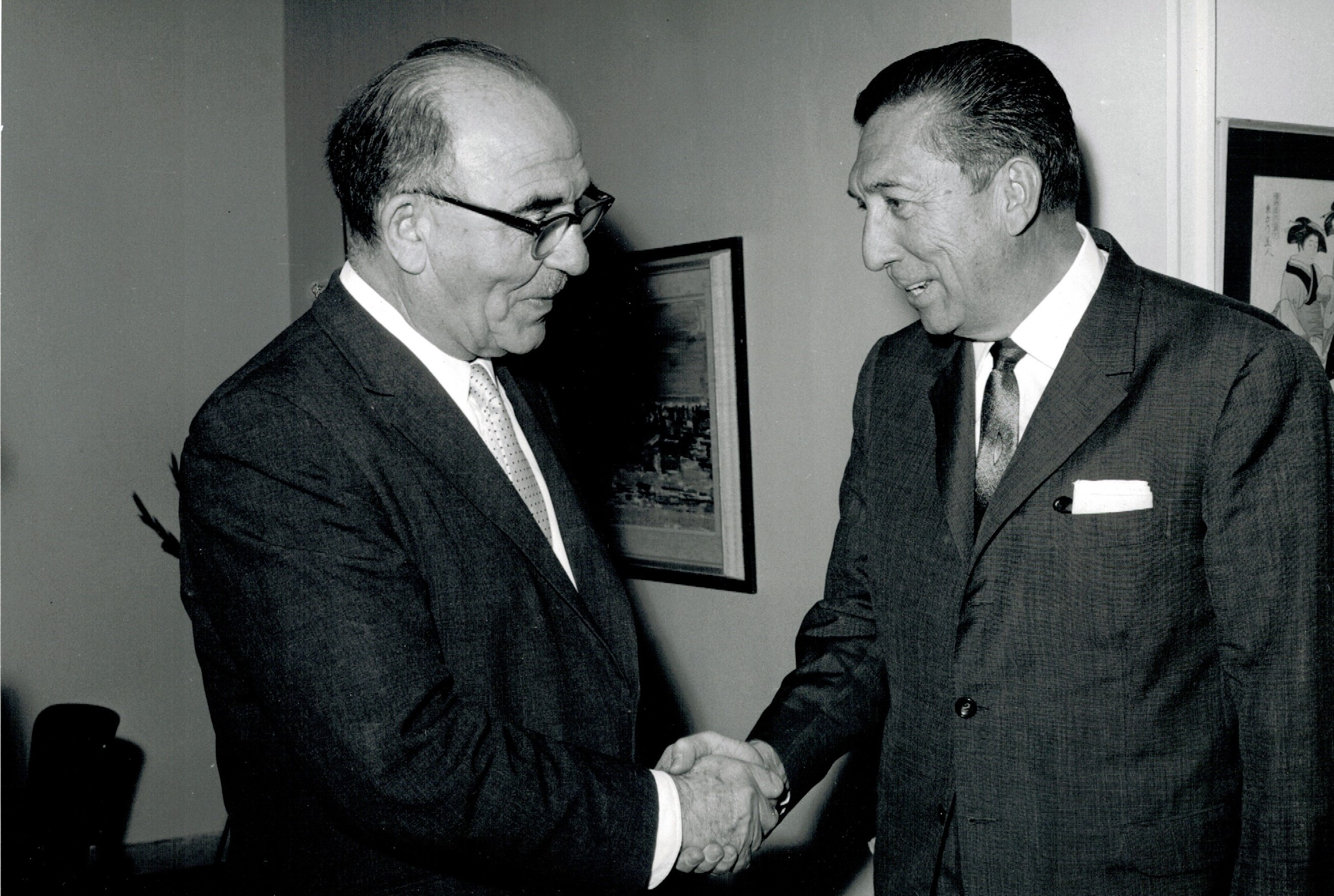
L'ex presidente Miguel Alemán Valdés incontra il primo ministro di Israele Levi Eshkol, 1963

Alemán era vicino agli ebrei e ne accolse molti provenienti dall'Europa post-bellica. Durante la sua presidenza furono fondati il Centro Culturale Messico Israele (1947), il Collegio Israelita di Guadalajara (1949) e il Centro Sportivo Israelita (1950).
Nel 1950 riconobbe Israele come Stato legittimo e due anni dopo il Messico iniziò ufficialmente le relazioni diplomatiche con la nuova nazione.

#### Islam
Durante la presidenza di Alemán nacquero in Messico le prime consistenti comunità islamiche, formate dagli immigrati provenienti da Turchia, Persia e Siria arrivati dopo la fine della seconda guerra mondiale. Erano comunità molto limitate e non venivano nemmeno prese in considerazione dal governo, che tuttavia non le perseguitò né le ostacolò in maniera particolare. In questo periodo nel Paese non esisteva ancora alcuna moschea ufficiale.

## Elezioni presidenziali del 1952
Nella tradizione del partito, Alemán designò il suo successore come candidato presidenziale del PRI - e l'aspettativa scontata del prossimo presidente. Selezionò Adolfo Ruiz Cortines, con una reputazione di onestà e probità, in netto contrasto con il suo stesso passato di notevole auto-arricchimento in carica. Prima dell'annuncio, c'erano voci che Alemán volesse mantenere il potere e che fosse in cantiere un emendamento costituzionale per consentire la rielezione o l'estensione del suo mandato. In questa iniziativa aveva il sostegno di Luis N. Morones, sindacalista, ex Segretario dell'Industria, del Commercio e del Lavoro sotto Plutarco Elías Calles. Calles, fondatore del PRI, era rimasto al potere dietro la presidenza nei sei anni successivi all'assassinio del presidente eletto Álvaro Obregón nel 1928. Quel vuoto di potere aveva portato alla creazione del Partito Nazionale Rivoluzionario (PNR) e Calles che mise al potere tre presidenti fantoccio (Emilio Portes Gil, Pascual Ortiz Rubio e Abelardo Luján Rodríguez). Si aspettava che il suo controllo continuasse durante la presidenza del suo candidato scelto Lázaro Cárdenas del Río. Tuttavia, Cárdenas vinse la lotta di potere con Calles, esiliandolo. Quando il termine di Cárdenas stava per concludersi nel 1940, continuò la tradizione del presidente che sceglie il suo successore e scelse il più conservatore Manuel Ávila Camacho (1940-1946). Ma in contrasto con Calles, Cárdenas si allontanò dal potere e Ávila Camacho era un presidente pienamente autorizzato. Quando emersero le voci per cercare di mantenere il potere da parte di Alemán, Cárdenas si oppose con forza. Infatti anche se non prese direttamente parte alla politica, mantenne un livello di influenza.
A differenza del pacifico cambio di potere nel 1946, il 1952 fu un'altra contestata elezione presidenziale. L'ufficiale militare in carriera Miguel Henríquez Guzmán cercò di essere il candidato del PRI. Henriquez era sostenuto da alcuni importanti politici, tra cui membri della famiglia Cárdenas, che si opposero alla svolta a destra del partito e del governo. Tra coloro che sostenevano Henríquez c'erano l'ambasciatore messicano negli Stati Uniti; un ex governatore dell'importante stato del Messico; e un certo numero di ufficiali militari. Raccolse ulteriore sostegno da alcuni studenti, gruppi di contadini e lavoratori scontenti. Secondo lo storico Daniel Cosío Villegas, Alemán era in contatto con l'ex presidente Cárdenas, avvertendo che la sfida di Henríquez rappresentava un pericolo per il nuovo sistema. Alemán scelse Adolfo Ruiz Cortines come candidato del PRI. Una volta annunciato nella presentazione del candidato ufficiale, il marchio comunitario sotto la guida di Fidel Velázquez mobilitò le loro centinaia di migliaia di membri dietro Ruiz. Il PRI offrì un'apertura ad alcuni cattolici, con lo scopo di minare il candidato del Partito Azione Nazionale, Efraín González Luna. Anche il politico marxista e leader sindacale, Vicente Lombardo Toledano corse per la presidenza. Alla fine, il PRI sconfisse i partiti dell'opposizione, prendendo il 74,3% dei voti espressi, ma i partiti da sinistra a destra mostrarono che il PRI non era completamente dominante. Questa elezione fu l'ultima fino alle elezioni del 2000 con una campagna del PRI aperta prima che il presidente rivelasse la sua scelta di successore.

## Cronologia

### 1946
- 7 luglio: Si svolgono le elezioni federali per eleggere il Presidente della Repubblica e la Camera dei deputati. Vincono Miguel Alemán Valdés e il Partito Rivoluzionario Istituzionale. A Pachuca c'è uno scontro in cui quattro persone perdono la vita e due rimangono ferite.[89] Lo stesso giorno si svolgono le elezioni statali nel Veracruz.
- 1º dicembre: Si insedia ufficialmente l'amministrazione Alemán Valdés come la 53° della storia del Messico.

### 1947
- 10 febbraio: L'amministrazione Alemán Valdés e il governo De Gasperi III firmano il trattato di pace tra Messico e Italia.
- 17 febbraio: La gazzetta ufficiale pubblica la riforma dell'articolo 115 della Costituzione, che conferisce alle donne il diritto di voto, ma solo alle elezioni comunali.
- 3 marzo: Il presidente degli Stati Uniti d'America Harry S. Truman arriva in visita ufficiale a Città del Messico.
- 5 marzo: Truman visita il monumento dei Niños Héroes a Chapultepec.
- 6 marzo: Termina la visita ufficiale di Truman.
- 26 aprile: Viene creato il Parco Nazionale della Sierra de San Pedro Mártir. Il decreto del governo stabilisce che 72 909 ettari vengono messi da parte e dichiarati protetti dal governo federale.
- 29 aprile: Alemán arriva in visita ufficiale a Washington.
- 1º maggio: Termina la visita ufficiale di Alemán a Washington.
- 2 maggio: Alemán arriva in visita ufficiale a New York.
- 18 luglio: Per decreto presidenziale viene istituito il Conservatorio Nazionale Orchestra Sinfonica.[90]
- 31 dicembre: Con una nuova legge viene modificato il divieto dei giochi d'azzardo. Viene data all'esecutivo la possibilità di autorizzare i casinò con decreto.

### 1948
- 1º gennaio: Viene inaugurata la diga Presa Sanalona nel comune di Culiacán (Sinaloa) per bloccare il fiume Tamazula.
- 12 febbraio: Muore il Segretario degli Interni Héctor Pérez Martínez.
- 7 aprile: Viene ufficialmente inaugurata la ferrovia Sonora-Bassa California a Benjamín Hill (Sonora), alla presenza di Alemán, del governatore di Sonora Abelardo Luján Rodríguez e del Segretario all'Agricoltura Nazario Ortiz Garza, tra gli altri. Il presidente Miguel Alemán inaugura ufficialmente la rotta che si sposta da Benjamín Hill a Mexicali nel "Tren Olivo", che a quel tempo era il treno presidenziale.
- 19 aprile: Firma del Patto dell'Ambasciata del Messico a San José (Costa Rica) tra gli ambasciatori di Cile, Messico, Panama e Stati Uniti al fine di mediare tra i due belligeranti della guerra civile costaricana e portarli a una risoluzione pacifica.
- 2 agosto: Il Segretario della Pubblica Istruzione, l'avvocato Manuel Gual Vidal, pubblica l'accordo n. 11678 del SEP, che ordina: "Per accordo concluso oggi, si prega di ruotare gli ordini nel senso che la Scuola di educazione speciale n. 24 di Durango, Dgo., cessano di appartenere alla Direzione Generale della Seconda Istruzione e diventano dipendenti dall'Istituto politecnico nazionale, con il carattere dell'Istituto Tecnologico di Durango." Nello stesso accordo l'avvocato Gual Vidal dichiara: "Per gli effetti conduttivi sarà stimato come data della creazione dell'Istituto Tecnologico di Durango, oggi." Ciò viene realizzato in una riunione tenutasi presso la sede del SEP, in cui è presente l'Ing. José Gutiérrez Osornio, che dopo alcuni Mesi di scartoffie, studi socioeconomici, petizioni e viaggi, riescono a cristallizzare la creazione del primo istituto di istruzione tecnologica superiore nella provincia del Messico: l'Istituto Tecnologico di Durango, il primo nel Paese.
- 26 settembre: Viene fondato l'Istituto Tecnico di Chihuahua alla presenza del Segretario della Pubblica Istruzione, Manuel Gual Vidal e del governatore di Chihuahua, Fernando Foglio Miramontes.
- 27 ottobre: Viene emesso un decreto in base al quale i nomi delle eroine della guerra d'indipendenza Josefa Ortiz de Domínguez, Leona Vicario, Mariana Rodríguez del Toro sono incisi con lettere d'oro sui muri del Congresso dell'Unione di Lazarín e Antonia Nava.
- 18 novembre: Viene fondata la Scuola Superiore di Ingegneria Chimica e Industrie Estrattive.

### 1949
- 28 febbraio: Alemán inaugura la "avenida costera" di Acapulco che porta il suo nome.
- 10 maggio: Alemán inaugura il Monumento alla Madre a Città del Messico.
- 15 maggio: Viene inaugurata la diga Presa Solís nel comune di Acámbaro (Guanajuato) per bloccare il fiume Lerma. La cerimonia si svolge alla presenza di Alemán.
- 3 luglio: Si svolgono le elezioni parlamentari per eleggere la Camera dei deputati. Il governo ottiene una maggioranza schiacciante. Lo stesso giorno si svolgono le elezioni statali in Nuevo León e Querétaro.
- 2 ottobre: Elezioni statali in Tabasco.

### 1950
- 1º marzo: Viene inaugurata la linea aerea Madrid - Messico.
- 17 luglio: Viene inaugurato lo Stadio Tecnologico a Monterrey alla presenza di Alemán.
- 1º agosto: Viene fondata l'Unione degli Operatori Telefonici della Repubblica Messicana.
- 31 agosto: Viene fondato il Canal 4, fatto che segna l'inizio formale della televisione messicana.
- 3 ottobre: Sayula (Veracruz) viene ribattezzata per decreto Sayula de Alemán.
- 11 ottobre: Viene istituito il comune di Miguel Alemán (Tamaulipas).
- 16 ottobre: Inizia lo sciopero di Nueva Rosita. I minatori di Nueva Rosita (Coahuila) cominciano uno sciopero durato sei mesi per protestare contro le loro condizioni lavorative. La stampa ufficiale taccia i minatori di essere pigi, ribelli e comunisti.
- 20 novembre: Inizia la costruzione dell'Instituto Tecnológico de Ciudad Madero nell'omonima città nel Tamaulipas.
- 29 dicembre: La riforma del codice penale introduce il crimine di dissoluzione sociale.

### 1951
- 20 gennaio: I minatori scioperanti di Nueva Rosita decidono di iniziare la "carovana della fame" (marciare fino a Città del Messico per far sentire la loro voce al governo).
- 1º marzo: La carovana arriva nella capitale.
- 10 aprile: La polizia messicana effettua arresti di massa nella capitale contro i minatori scioperanti.
- 20 aprile: I minatori vengono ricondotti in treno a Nueva Rosita. Tuttavia solo 800 su oltre 3 000 vengono riassunti.
- 1º maggio: Alemán guida la parata degli operai nel giorno della festa dei lavoratori.
- 5 maggio: Viene inaugurata l'autostrada Panamericana.[91]
- 7 settembre: Viene inaugurata la Galleria José Clemente Orozco nel quartiere Tepito di Città del Messico, tenendo presente che la popolazione in quella zona della città non aveva accesso ad attività artistiche e culturali. Nel 1962 il nome viene cambiato in Galleria José María Velasco.
- 10 ottobre: Il governo pubblica il primo regolamento relativo agli aerodromi e agli aeroporti civili e annuncia la creazione del Dipartimento degli Aerodromi e degli Aeroporti Civili della Direzione Generale dell'Aeronautica Civile.

### 1952
- 16 aprile: Vengono ristabilite le relazioni diplomatiche tra il Messico e la Germania Ovest, guidata dal governo Adenauer I.
- 10 maggio: L'ingegnere Guillermo González Camarena inaugura ufficialmente le trasmissioni di Canal 5 XHGC nell'ambito della festa della mamma.
- 6 luglio: Si svolgono le elezioni federali per eleggere il Presidente della Repubblica e la Camera dei deputati. Vincono Adolfo Ruiz Cortines e il Partito Rivoluzionario Istituzionale. L'opposizione accusa il governo di aver attuato brogli elettorali.
- 29 agosto: Viene creato il Parco Nazionale Rayón su una superficie di 25 ettari.
- 18 novembre: Alla Città Universitaria dell'UNAM viene eretta la grande statua di Alemán. Dopo numerosi attacchi, verrà abbattuta nel 1972.
- 19 novembre: Il presidente Alemán inaugura il nuovo terminal (attualmente Terminal 1) dell'allora Aeroporto Centrale (ora l'Aeroporto Internazionale di Città del Messico).
- 20 novembre: Alemán inaugura lo Stadio Olimpico Universitario a Città del Messico.
- 30 novembre: L'amministrazione Alemán Valdés cessa ufficialmente le sue funzioni.

## Giudizio storico
Il giudizio storico della presidenza di Miguel Alemán Valdés e la sua eredità rimangono complessi, con numerosi aspetti positivi e negativi allo stesso tempo.
Si dice spesso che il Messico moderno abbia avuto inizio con Alemán. Secondo lo storico messicano Enrique Krauze (Los Sexenios):
Sotto la sua regola, ebbe luogo il consolidamento finale del PRI, incapsulando il popolo e gruppi d'interesse nel sistema. Per molti dei primi rivoluzionari, Alemán, soprannominato da Vicente Lombardo Toledano "il Cucciolo della Rivoluzione", fu colui che voltò le spalle alla Rivoluzione. Le sue misure per promuovere l'economia sono state apprezzate da molti e allo stesso tempo sono state lodate la sua vicinanza con gli Stati Uniti, cosa che migliorò le relazioni diplomatiche tra i due Paesi, e le sue campagne per combattere le malattie e l'analfabetismo. Dopo il suo mandato, continuò a promuovere il turismo, in particolare espandendo Acapulco in una località balneare di fascino internazionale, ed oggi il viale principale di quel luogo si chiama in suo onore "Avenida Costera Miguel Alemán". Venne nominato nel 1961 presidente della Commissione Nazionale del Turismo (da lui creata) e fece pressioni e alla fine riuscì a portare le Olimpiadi estive del 1968 in Messico.
Dall'altra parte Alemán è stato anche visto come qualcuno che aveva perso il controllo sulla corruzione e si era oltraggiosamente arricchito durante il suo mandato, possedendo tutto ciò che faceva costruire. I suoi detrattori rimarcano che egli non si fece scrupoli a reprimere nel sangue le proteste legittime dei lavoratori riguardo alle loro condizioni di vita e che mostrò un netto autoritarismo verso le opposizioni politiche, sciogliendo a forza alcuni partiti politici e rimuovendo i governatori dissidenti, come nel caso di Marcelino García Barragán, governatore di Jalisco.
Secondo lo storico Enrique Florescano, il governo di Alemán permise alla corruzione di invadere la vita della società civile, compresi gli istituti di istruzione superiore. D'altra parte, Francisco Cruz Jiménez, nel suo libro The Juniors of Power, menziona che il traffico di droga fu "istituzionalizzato" con il suo compiacimento.
L'esempio più famoso del giudizio negativo della presidenza di Alemán fu il caso della sua statua eretta alla Città Universitaria il 18 novembre 1952. Era particolarmente odiata dagli studenti e dai gruppi di sinistra che la vandalizzarono più volte. Nel 1960 un attentato dinamitardo la rovinò. Restaurata, fu di nuovo fatta esplodere il 5 giugno 1966, e rimase decapitata, e subì altri danni gravi. Alla fine i resti dovettero essere abbattuti nel 1972 a causa della grande impopolarità.
Il presidente rimane controverso anche per fatti successivi alla sua presidenza come quando minacciò di diseredare suo figlio Miguel Alemán Velasco se si fosse sposato con l'attrice e modella francese Christiane Martel, che era stata nominata Miss Universo 1953 ed era stata sposata con Ronnie Marengo, dal quale divorziò nel 1955, (però l'amore tra Christiane e Miguel prevalse e si sposarono contro la volontà paterna) e il presunto coinvolgimento nella morte prematura dell'attore Pedro Infante.